# Sterbehilfe

Weltweiter rechtlicher Stand der Sterbehilfe
Aktive Sterbehilfe legal
Passive Sterbehilfe legal
Aktive Sterbehilfe illegal, keine Regelung zur passiven Sterbehilfe
Alle Formen der Sterbehilfe illegal

Zulässigkeit assistierten Suizids in der Welt
Legal
Nicht reguliert, aber gerichtlich erlaubt
Illegal

Sterbehilfe bezeichnet verschiedene Maßnahmen, die das Lebensende einer Person beeinflussen. So kann Sterbehilfe die Bedeutung von Sterbebegleitung (Hilfe im Sterben, Sterbebeistand) haben. Der Begriff umfasst zudem häufig das Töten oder das Sterbenlassen durch Therapieverzicht von schwer Kranken oder sterbenden Menschen aufgrund ihres eigenen ausdrücklichen oder mutmaßlichen Verlangens. Die ethische Beurteilung der Sterbehilfe ist Gegenstand vielfältiger Diskussionen. Dabei werden im Wesentlichen vier Formen unterschieden:
- aktive Sterbehilfe in Form von absichtlicher und aktiver Beschleunigung oder Herbeiführung des Todeseintritts,
- passive Sterbehilfe durch Verzicht auf lebensverlängernde Maßnahmen bei gleichzeitiger schmerzlindernder Behandlung,
- indirekte Sterbehilfe durch eine schmerzlindernde Behandlung unter Inkaufnahme einer nicht beabsichtigten Lebensverkürzung,
- Beihilfe zum Suizid als Hilfeleistung zur Selbsttötung, zum Beispiel durch Beschaffung und Bereitstellung des tödlichen Mittels.

Die Begriffe Sterbehilfe und Euthanasie werden in anderen Sprachen zum Teil gleichbedeutend verwendet. In Deutschland wird die Bezeichnung Euthanasie wegen des euphemistischen Gebrauchs dieses Wortes als Verschleierung für die Krankenmorde in der Zeit des Nationalsozialismus weitgehend vermieden.

## Formen der Sterbehilfe und Terminologie
Man unterscheidet zumeist die drei Formen: aktive, indirekte (aktive) und passive Sterbehilfe. Der Begriff „Euthanasie“ taucht im deutschen Sprachraum selten auf.

### Euthanasie
Der Begriff setzt sich aus den griechischen Worten „eu“ (gut) und „thanatos“ (Tod) zusammen und bedeutet der „gute Tod“. Euthanasie liegt vor, „wenn ein Arzt eine tödliche Substanz verabreicht oder eine Intervention durchführt, um den Tod eines entscheidungsfähigen Patienten zu verursachen“.
Aufgrund der Euthanasie-Programme im Dritten Reich, die die Ermordung von etwa 275.000 psychisch kranken und behinderten Personen vollzogen, ist der Begriff in der deutschen Sprache belastet und wird in der Diskussion vermieden. Zum Teil findet der Begriff innerhalb der Veterinärmedizin Verwendung.

### Sterbehilfe
Als Alternativbegriff hat sich in Deutschland das Wort „Sterbehilfe“ durchgesetzt, das ein breites Spektrum verschiedener Realitäten abdeckt, von der aktiven Verabreichung tödlicher Substanzen bis zur (oft palliativen) Sterbebegleitung. Erstmalig vorgeschlagen wurde das Wort 1966 vom Gerichtspsychiater Helmut Ehrhardt.
Der Begriff wird jedoch auch als Euphemismus kritisiert, denn man spräche korrekter von „Beihilfe zur Selbsttötung“.

### Aktive Sterbehilfe
Aktive Sterbehilfe ist die gezielte Herbeiführung des Todes durch Handeln auf Grund eines tatsächlichen oder mutmaßlichen Wunsches einer Person (Österreich: unechte direkte Sterbehilfe; Schweiz: direkte aktive Sterbehilfe; Niederlande: Euthanasie; Belgien: euthanasie active).
Aktive Sterbehilfe erfolgt zum Beispiel durch Verabreichung einer Überdosis eines Schmerz- oder Beruhigungsmittels, Narkosemittels, Muskelrelaxans, von Insulin, durch Kaliuminjektion oder einer Kombination davon.
Die aktive Sterbehilfe ist verboten:
- in Deutschland: (§ 216 des Strafgesetzbuches),
- in Österreich: (§ 75, § 77, § 78 des Strafgesetzbuches),
- in der Schweiz: (Art. 111, Art. 113, Art. 114 des Strafgesetzbuches).

In den Niederlanden ist aktive Sterbehilfe strafbar (Art. 293 des Strafgesetzbuches), wenn sie vorsätzlich und nicht von einem Arzt unter Einhaltung der gesetzlichen Sorgfaltskriterien (Art. 2 des Sterbehilfegesetzes), einschließlich der erforderlichen Meldung an den Leichenbeschauer der Gemeinde mit Bericht über die Einhaltung der Sorgfaltskriterien (Art. 7 Abs. 2 des Wet op de lijkbezorging), geleistet wurde.

#### Tötung auf Verlangen
Wird die Tötung auf Wunsch des Sterbewilligen durchgeführt, so handelt es sich um eine Tötung auf Verlangen. Diese war bis Ende 2020 weltweit nur in wenigen Staaten wie den Niederlanden, Belgien, Luxemburg und Kanada straf-frei. Am 18. März 2021 billigte als viertes europäisches Land auch Spanien die Legalisierung der aktiven Sterbehilfe mit deutlicher Mehrheit im Parlament.
Im Januar 2021 hatte sich das portugiesische Parlament für die Einführung der aktiven Sterbehilfe ausgesprochen. Das Verfassungsgericht lehnte allerdings am 15. März 2021 das Gesetz in der vorliegenden Fassung ab und verlangte eine präzisere Festlegung der Bedingungen, unter denen aktive Sterbehilfe möglich sei. Im Mai 2023 hat das portugiesische Parlament allerdings eine geänderte Fassung zur Legalisierung von aktiver Sterbehilfe verabschiedet, das im Herbst 2023 in Kraft treten sollte.

##### Bekannte Fälle
- Bob Dent: Der 66-jährige Australier war weltweit der Erste, der sein Leben durch legale aktive Sterbehilfe beendete. Der an Prostatakrebs erkrankte Zimmermann, der seine eigene Krankheit als eine „Achterbahn des Schmerzes“ bezeichnete, verlas nach Einnahme eines tödlichen Präparates einen offenen Brief mit den Worten: „Wenn Sie der freiwilligen Sterbehilfe nicht zustimmen, dann machen Sie keinen Gebrauch von ihr, aber bestreiten Sie nicht mein Recht, sie zu nutzen.“[17] Dent beendete nach fünfjährigem Krebsleiden sein Leben am 22. September 1996 auf der Grundlage der zwischenzeitlich nur im Northern Territory wirksamen Rights of the Terminally Ill Act.
- Emily Gilbert: Die 73-jährige Amerikanerin aus Fort Lauderdale (Florida) bat ihren Ehemann Roswell Gilbert im März 1985 wegen eines unheilbaren Knochenleidens um aktive Sterbehilfe. Ihr Mann gab ihr zunächst Schmerztabletten und erschoss sie anschließend mit einer Pistole. Der 76-jährige Roswell Gilbert wurde von einem Gericht zu 25 Jahren Freiheitsstrafe verurteilt. Das Strafmaß wurde im August 1990 durch den damaligen Gouverneur Bob Martinez vermindert und Gilbert daraufhin freigelassen. Er starb im September 1994.[18]
- Ebenfalls in der Weltpresse wurde von dem Fall des deutschen Chirurgen Julius Hackethal berichtet, der einer Frau, die in Folge einer Krebserkrankung ein völlig zerstörtes und nicht wieder herstellbares Gesicht hatte, zu einem schmerzlosen Tod verholfen haben soll. Hackethal wurde freigesprochen, doch 1987 wurde ihm vom Obersten Gericht der Bundesrepublik Deutschland verboten, im Fall eines allein als Kopf existierenden Menschen, diesem „Sterbehilfe“ zu leisten.[19]
- Im Schweizer Kanton Neuenburg wurde 2010 eine Sterbebegleiterin der Organisation Exit vom Vorwurf der Tötung auf Verlangen freigesprochen. Die Patientin lit an amyotropher Lateralsklerose, was einen als besonders grausam beschriebenen Tod verursacht, und vereinbarte mit der Sterbehelferin einen assistierten Suizid, bei dem die Patientin, wie üblich, die kausale Tat selbst durchführen wollte. Nach dem Legen eines Venenzugangs stellte die Sterbebegleiterin jedoch fest, dass die Patientin aufgrund des rasch fortgeschrittenen Krankheitsverlaufs dazu nicht mehr in der Lage war, und verabreichte ihr auf ausdrücklichen Wunsch hin das tödliche Mittel selber. Das Gericht entschied, dass unter diesen außergewöhnlichen Umständen die Sterbebegleiterin, die auch Ärztin war, eine gesetzliche Pflicht zur Leidensminderung hatte, welche die Tat straflos machte (Art. 14 StGB).[20][21][22]
- Vincent Humbert: Der Franzose, der nach einem schweren Autounfall seit September 2000 gelähmt und blind war, bat im Dezember 2002 um aktive Sterbehilfe. Diese wurde ihm von offizieller französischer Seite verweigert. Seine Mutter spritzte ihm daraufhin im September 2003 Natriumpentobarbital, wodurch er bewusstlos wurde und nicht mehr erweckbar war. Zwei Tage später wurden die lebenserhaltenden Maschinen von den Ärzten abgeschaltet. Sein Fall führte in Frankreich zu einer Änderung der Gesetzeslage.
- Piergiorgio Welby (* 26. Dezember 1945 in Rom; † 20. Dezember 2006 ebenda) war ein Italiener, der seit seinem 18. Lebensjahr an einer Muskeldystrophie litt. Er bat im Jahr 2006 um aktive Sterbehilfe. Diese wurde von dem Anästhesisten Mario Riccio am 20. Dezember 2006 vollzogen, nachdem ein Gericht es abgelehnt hatte, den Fall zu behandeln. Der später erhobene Mordvorwurf gegen Mario Riccio wurde von einem Gericht in Rom abgewiesen.
- Die Wochenzeitung Die Zeit machte im Oktober 2011 einen bis dahin wenig beachteten Fall bekannter: Ärzte töteten eine Patientin in Belgien auf deren Wunsch hin, unmittelbar danach entnahmen ihr andere Mediziner Organe. Belgische Tageszeitungen hatten von einer „Weltpremiere“ gesprochen.[23]

#### Tötung ohne Willensäußerung des Betroffenen
Ist der tatsächliche Wille der Person nicht zu ermitteln, kann eine Patientenverfügung oder der früher geäußerte Wille hierfür Anhaltspunkte geben. Eine Tötung ohne Vorliegen einer Willensäußerung des Betroffenen wird allgemein nicht als aktive Sterbehilfe, sondern als Totschlag oder Mord aufgefasst.

### Indirekte Sterbehilfe
Österreich: unechte indirekte Sterbehilfe; Schweiz: indirekte aktive Sterbehilfe; Belgien: euthanasie indirecte; Niederlande: double effect
Indirekte Sterbehilfe ist eine Lebensqualitätsverbesserung unter Inkaufnahme der Lebensverkürzung. Es handelt sich um einen Spezialfall, der vor allem als theoretischer ethischer Grenzfall interessant ist, in der Praxis aber, obwohl insbesondere in Bezug auf eine symptomlindernde Gabe von Opium seit dem 17. Jahrhundert immer wieder thematisiert, eine geringe Rolle spielt. Darunter wird die Gabe von Medikamenten zur Linderung von Leiden, z. B. Schmerzen oder Angst, unter Inkaufnahme eines vorzeitigen Todeseintritts verstanden.
Schwer kranken Patienten, die im Endstadium ihrer Erkrankung unter quälenden Symptomen wie zum Beispiel Atemnot, Ängsten oder Schmerzen leiden, kann mit bestimmten Betäubungs- und Beruhigungsmitteln (siehe Sedierung) gezielt geholfen werden. Es kann dabei eine durch die symptomlindernden Medikamente verursachte Bewusstseinsminderung beim Patienten eintreten. Wenn die Medikamentengabe in gleicher oder höherer Dosierung fortgeführt wird, kann diese Sedierung bis zum Todeseintritt anhalten. Wurde diese Maßnahme vom Patienten gewünscht, wird von palliativer oder terminaler Sedierung gesprochen.
Durch eine versehentliche Überdosierung kann dabei der Tod früher eintreten. Dieser seltene Fall einer „indirekten Sterbehilfe“ ist in der Strafrechtswissenschaft in Deutschland diskutiert worden. Im Ergebnis ist eine Mehrheit der Meinung, dass der Arzt hier straffrei bleiben muss. Eine Mindermeinung will die Tötungsrelevanz eines auf Schmerzmilderung zielenden Verhaltens bereits im Tatbestand verneinen. Die überwiegende Ansicht sieht den Arzt gerechtfertigt durch eine Mischung von Notstand und rechtfertigender Pflichtenkollision. Dadurch wird ausgeschlossen, dass der Arzt sich außerhalb der notwendigen Sorgfalt und damit des erlaubten Risikos bewegt. Nach Ansicht des Bundesgerichtshofs kann sogar die Nichtverabreichung notwendiger Schmerzmittel mit der Begründung, keinen vorzeitigen Tod herbeiführen zu wollen, als Körperverletzung (§ 223 bis § 233 Strafgesetzbuch) oder unterlassene Hilfeleistung (§ 323c Strafgesetzbuch) bestraft werden (vgl. Palliativmedizin).

### Passive Sterbehilfe
Als passive Sterbehilfe wird das Zulassen eines begonnenen Sterbeprozesses durch Verzicht, Abbrechen oder Reduzieren lebensverlängernder Behandlungsmaßnahmen bezeichnet. Dabei ist zu beachten, dass dies kein ärztlicher Behandlungsabbruch ist, sondern dass lediglich das Ziel der Behandlung verändert wird. Anstrengungen, die darauf gerichtet sind, das Leben zu verlängern, werden nicht mehr unternommen, aber durchaus solche Maßnahmen, die die Lebensqualität in der verbleibenden Zeit verbessern. Das Ziel der Maßnahmen ist nicht mehr kurativ (Ziel: Heilung), sondern palliativ (Ziel: Verbesserung der Lebensqualität). Spezialisiert auf Patienten mit einer begrenzten Lebenserwartung ist die Palliativmedizin. Teil der Palliativmedizin ist immer auch das ausführliche und ohne Zeitdruck stattfindende Gespräch mit dem Patienten und seinen Angehörigen. So sollen Entscheidungen für spezielle Therapien oder für mögliches Unterlassen bestimmter Behandlungsoptionen einvernehmlich getroffen werden. Alle Beteiligten sind dadurch auf dem gleichen Informationsstand und das behandelnde Team gewinnt eine größere Handlungssicherheit. Dazu gehört zum Beispiel das Ausschalten von lebenserhaltenden Beatmungsgeräten und das Unterlassen von Reanimationsversuchen. Eine wichtige Grundlage dafür stellt die Patientenverfügung des Betroffenen dar.
Obwohl es sich bei dem Begriff der passiven Sterbehilfe um einen international etablierten Begriff handelt, halten ihn viele für missverständlich und unglücklich gewählt und meinen, es solle eindeutiger von „Sterbenlassen“ gesprochen werden, denn es gehe bei der passiven Sterbehilfe ja immer um eine Situation, in der ein Mensch so schwer krank ist, dass er nur noch eine kurze Lebenserwartung habe.
In einer repräsentativen Umfrage in Deutschland im Jahr 2008 äußerten 72 % der Befragten, sie seien für das Gewähren von passiver Sterbehilfe.
Bekannte Fälle von lebenserhaltenden Maßnahmen und passiver Sterbehilfe
- Terri Schiavo: Eine US-Amerikanerin aus Saint Petersburg (Florida), die bei einem Zusammenbruch eine durch Sauerstoffmangel ausgelöste schwere Gehirnschädigung erlitten hatte und sich in der Folge von 1990 bis zu ihrem Tod 15 Jahre lang im Wachkoma befand. Terris Ehemann klagte seit 1998 durch mehrere Instanzen die Einstellung der künstlichen Ernährung ein. Dem wurde letztendlich im Februar 2005 stattgegeben.
- Eluana Englaro (* 25. November 1970 in Lecco; † 9. Februar 2009 in Udine) war eine Italienerin, die nach einem Autounfall am 18. Januar 1992 im Wachkoma lag. Obwohl ihr Gehirn unwiederbringlich zerstört war, konnte sie atmen und ihr Herz arbeitete aus eigener Kraft. Fast zehn Jahre lang hatte ihr Vater vor Italiens Gerichten darum gekämpft, Eluana sterben zu lassen. Im November 2008 hatte das oberste italienische Berufungsgericht in letzter Instanz entschieden, dass die künstliche Ernährung eingestellt werden könne. Der Urteilsspruch wurde aber – wegen des Verbots der aktiven und passiven Sterbehilfe in Italien – zunächst vom Regionalpräsidenten der Lombardei nicht umgesetzt und vom italienischen Gesundheitsministerium politisch blockiert. Anfang Februar 2009 wurde sie aus einer Klinik im lombardischen Lecco in ein Altersheim im friaulischen Udine verlegt, um dort zu sterben. Nach Einstellung der künstlichen Ernährung und Hydrierung am 7. Februar 2009 starb Eluana Englaro zwei Tage später.

### Sterbebegleitung
Sterbebegleitung greift nicht in den Prozess des Sterbens ein, sondern bietet dem todkranken Menschen Beistand in seiner letzten Lebensphase, zum Beispiel durch regelmäßige Besuche, offene Gespräche, Aktivitäten und kleine Handreichungen. Diese und zusätzliche pflegerische, medizinische, psychologische und seelsorgerliche Angebote zur Hilfe im Sterben werden unter dem Begriff Palliative Care zusammengefasst.

### Beihilfe zur Selbsttötung (assistierter Suizid)

#### Deutschland
„Beihilfe“ zur Selbsttötung bedeutet die Hilfestellung beim Vollzug einer Suizidhandlung durch eine Person, die ein Mittel (meist ein Medikament) zur Selbsttötung bereitstellt. Dies ist in Deutschland erlaubt. Das frühere Verbot einer „geschäftsmäßigen Beihilfe“ durch § 217 StGB (Arzt, Sterbehilfeverein) wurde aufgehoben: Am 26. Februar 2020 erklärte das Bundesverfassungsgericht den 2015 eingeführten § 217 StGB für verfassungswidrig und somit nichtig.
Vom 10. Dezember 2015 bis 26. Februar 2020 war die geschäftsmäßige – die unabhängig von einer Gewinnerzielungsabsicht wiederholte Förderung der Selbsttötung – unter Strafe gestellt. Diese abstrakt das Leben gefährdende Handlung war mit dem neu gefassten § 217 des Strafgesetzbuches verboten. Angehörige oder andere dem Suizidwilligen nahestehende Personen, die sich lediglich als nicht geschäftsmäßig handelnde Teilnehmer an der Tat beteiligen, blieben schon damals von der Strafandrohung ausgenommen.
Eine Selbsttötung liegt nur dann vor, wenn der Suizident den letzten Schritt noch selbst beherrscht, also die sogenannte Tatherrschaft über das Geschehen hat. In Deutschland ist aktive Sterbehilfe als Tötung auf Verlangen gemäß § 216 StGB strafbar und mit Freiheitsstrafe von sechs Monaten bis zu fünf Jahren bewehrt.
Sofern die andere Person die letzte todbringende Handlung vornimmt, ist kein Suizid mehr gegeben, sondern es liegt ein Tötungsdelikt vor. Die Beihilfe zum Suizid, beispielsweise das Besorgen oder Bereitstellen tödlich wirkender Medikamente, ist in Deutschland mangels Vorliegens einer fremden, rechtswidrigen Haupttat nicht gesetzeswidrig und nicht strafbar (Prinzip der limitierten Akzessorietät). Der Suizid richtet sich nicht gegen eine „andere“ Person und ist mithin kein Tötungsdelikt im Sinne der §§ 211 ff. StGB, sodass auch die Hilfe hierzu keine strafbare Tat darstellt. Dies bezieht sich jedoch auf die Beihilfe im juristischen Sinne und ist zu unterscheiden von einer aktiven Hilfestellung bei der Selbsttötung, die als Beteiligung nach Täterschaftsgrundsätzen strafbar sein kann.
Die Rechtsprechung hat von dieser grundsätzlichen Straflosigkeit allerdings umstrittene Ausnahmen gemacht. So hat der Bundesgerichtshof in einem Urteil die Ansicht vertreten, ein „Tatherrschaftswechsel“ führe zu einer Unterlassensstrafbarkeit des Suizidhelfers, sofern diesem eine Garantenpflicht für die Rechtsgüter des Suizidenten zukommt. Im selben Jahr ordnete eine Grundsatzentscheidung des BGH das Selbstbestimmungsrecht sterbewilliger Patienten der ärztliche Handlungspflicht unter.
Auch eine Strafbarkeit eines Nichtgaranten wegen unterlassener Hilfeleistung kommt in Betracht, denn die Rechtsprechung interpretiert den Suizidversuch generell als „Unglücksfall“ im Sinne von § 323c. Die ethisch-moralische Beurteilung des Verhaltens ist dabei von der strafrechtlichen Sicht deutlich zu trennen. Im Falle des Besorgens oder Bereitstellens tödlich wirkender Medikamente kann ferner eine Ordnungswidrigkeit wegen Verstoßes gegen das Arzneimittelgesetz oder auch eine Straftat nach dem Betäubungsmittelgesetz vorliegen. Nach verschiedenen Entscheidungen des Bundesgerichtshofs zur Garantenstellung wie auch des Bundesverfassungsgerichts zur Strafbarkeit einer Betäubungsmittelverordnung im Rahmen der Suizidhilfe dürften diese Rechtsrisiken heute allerdings nicht mehr bestehen.
Gemäß einem Urteil des Bundesverwaltungsgerichts vom 2. März 2017 wird unter drei bestimmten Bedingungen die Erlaubnis zum Erwerb einer tödlichen Dosis Natrium-Pentobarbital zur Selbsttötung (Autothanasie) erteilt. Durch dieses Medikament lässt sich am zuverlässigsten ein schmerzloser und komplikationsfreier Tod herbeiführen. Das Gericht legt bei seinem Urteil die freie Entfaltung der Persönlichkeit und den Schutz der Menschenwürde zugrunde: „Dazu gehört, dass der Mensch über sich selbst verfügen und sein Schicksal eigenverantwortlich gestalten kann. Die verfassungsrechtlich gebotene Achtung vor dem persönlichen Umgang des Einzelnen mit Krankheit und dem eigenen Sterben schließt auch die freiverantwortlich getroffene Entscheidung schwer kranker Menschen ein, ihr Leben vor Erreichen der Sterbephase oder losgelöst von einem tödlichen Krankheitsverlauf beenden zu wollen“. Das Gericht argumentiert, dass der Staat durch das Verbot, dieses Medikament zu erwerben, einen vielleicht nicht klassischen, aber dennoch unzulässigen „Eingriff“ in die Freiheit zu selbstbestimmtem Sterben vornimmt. Die Bestimmung des Betäubungsmittelgesetzes, wonach Medikamente wie Natrium-Pentobarbital nur zu Therapiezwecken abgegeben werden dürfen, sieht das Gericht bei Fällen gesetzlich akzeptierter Autothanasie nicht verletzt, da der Einsatz des Medikaments in einer solchen extremen Notlage therapeutischen Zwecken dient. Wolfgang Janisch hat dies im Titel eines Artikels in der Süddeutschen Zeitung vom 17. Mai 2017 kommentiert: „Der Tod als letzte Therapie.“
Über den Erhalt der tödlichen Gabe entscheiden nach diesem Urteil weder Hausärzte noch ein Konsilium der Ärztekammer, sondern die vom Gericht verlangte „besonders sorgfältige Überprüfung“ liegt jetzt in den Händen von heranzuziehenden Sachverständigen, die das BVerwG beim Bundesinstitut für Arzneimittel und Medizinprodukte (BfArM) ansiedelt. Das Bundesinstitut hat bislang aber lediglich die Prüfung und Zulassung von Arzneimitteln überwacht. Ärzte des BfArM werden zur Überprüfung der ersten Bedingung (eine extreme Notlage, verursacht durch eine unheilbare Krankheit mit  starken Schmerzen) in Zukunft Diagnosen zu stellen haben, die die Krankheit und den Geisteszustand der betreffenden Patienten zu bewerten haben. Als zweite Bedingung muss geklärt werden, ob der Sterbewillige autonom entscheiden kann, also zu einer freien und ernsthaften Entscheidung in der Lage ist. Die dritte Bedingung sagt, dass keine zumutbare Alternative zur Verwirklichung des Sterbewunsches zur Verfügung steht, etwa ein Behandlungsabbruch.
Nach dem Urteil des BVerwG vom 2. März 2017 äußerte der damalige Bundesgesundheitsminister Hermann Gröhe (CDU), dass eine staatliche Behörde „niemals Helfershelfer einer Selbsttötung werden“ dürfe.
Ende Juni 2018 wies der Bundesgesundheitsminister Jens Spahn (CDU), im Kabinett Merkel IV, das BfArM an, das Urteil des BVerwG zu ignorieren und Anträge Schwerstkranker auf den Erhalt todbringender Medikamente generell abzulehnen. Entsprechend nahm das BfArM von den bis Mitte 2019 beim BfArM eingegangenen 127 Anträgen keinen einzigen an. In ihrer Antwort auf die Kleine Anfrage der Abgeordneten Katrin Helling-Plahr, Stephan Thomae, Jens Beeck, von weiteren Abgeordneten und der Fraktion der FDP nennt die Bundesregierung die Zahl der Anträge von Anfang März 2017 bis Ende August 2020. In diesem Zeitraum gingen 190 Anträge ein. Keiner der Anträge wurde bewilligt.
Im Juni 2020 berichteten verschiedene Medien, dass der vom früheren Hamburger Justizsenator Roger Kusch gegründete „Verein Sterbehilfe“ einem Bewohner eines Altenheims in Norddeutschland erstmals zum Suizid verholfen habe.
Ebenfalls im Juni 2020 legte die Deutsche Gesellschaft für Psychoanalyse, Psychotherapie, Psychosomatik und Tiefenpsychologie (DGPT) durch ihren geschäftsführenden Vorstand eine Stellungnahme unter dem Titel Vorstellungen und Vorschläge zu wesentlichen Eckpunkten einer möglichen Neuregelung der Suizidassistenz vor.
Der Bundestag führte im April 2021 eine Orientierungsdebatte, um die gesetzgeberischen Optionen zur Umsetzung der Vorgaben des Bundesverfassungsgerichts im Zusammenhang mit der Auflösung von § 217 des Strafgesetzbuches zu diskutieren. Im Sommer 2021 wurden Hinweise der Bundesärztekammer zum ärztlichen Umgang mit Suizidalität und Todeswünschen sowie eine Handreichung zum Umgang mit nachhaltigen Suizidwünschen bei schwerer Krankheit veröffentlicht.
Die Deutsche Gesellschaft für Palliativmedizin (DGP) gab im September 2021 „Empfehlungen (…) zum Umgang mit dem Wunsch nach Suizidassistenz in der Hospizarbeit und Palliativversorgung“ heraus. Die Landesärztekammer Hessen passte ihre Regelungen in der ärztlichen Berufsordnung an, indem sie die Aussage „Ärztinnen und Ärzte dürfen keine Hilfe zur Selbsttötung leisten“ strich. Die Kammer betonte zugleich das Verbot der Tötung auf Verlangen.
Nach der Orientierungsdebatte im Mai 2022 beriet der Bundestag die Initiativen zur Reform der Sterbehilfe in erster Lesung im Juni 2022. Es wurden die drei Gesetzesentwürfe von Castellucci et al. Künast et al. und Helling-Plahr et al. sowie ein Antrag zur Suizidprävention von Castellucci et al. diskutiert. Diese Dokumente wurden auch in einer öffentlichen Anhörung des Rechtsausschusses über eine mögliche Neuregelung des assistierten Suizides und der Sterbebegleitung Ende November 2022 besprochen. Die beiden zuletzt genannten Entwürfe wurden Anfang Juli 2023 zu einem Entwurf zusammengeführt. Dennoch fanden die beiden Entwürfe am 6. Juli 2023 im Bundestag bei der 2./3. Lesung keine Mehrheit, lediglich der Antrag zur Suizidprävention. Damit bleibt es bei der seit 2020 bestehenden Situation, dass ärztliche Sterbehilfe nur durch persönliche Kontakte mit den hilfsbereiten Ärzten in Anspruch genommen werden kann oder durch Sterbehilfe-Vereine, die einen solchen Kontakt vermitteln. Die Überprüfung des Sterbewillens ist weiterhin unreglementiert und wird von jedem Verein unterschiedlich gehandhabt. Stand Mitte 2023 verlangen diese zudem Preise von mindestens 4.000 Euro pro Person. 2022 wurden deren Leistungen ein paar Hundert Mal in Anspruch genommen, also bei etwa einer von zwanzig Selbsttötungen.
Im Frühjahr 2024 wurden zwei ärztliche Suizidhelfer zu über drei Jahren Haft wegen „Totschlags in mittelbarer Täterschaft“ verurteilt. Im Fall des Dorstener Nervenarztes Joseph Spittler sei erwiesen gewesen, dass er einer nicht freiverantwortlich handelnden 42-jährigen Frau beim Suizid geholfen hat. Die an einer Schizophrenie leidende Patientin mit Suizidwunsch habe dem Gericht zufolge nicht freiverantwortlich gehandelt, auch sei sie fehlerhaft von einer schweren Augenkrankheit ausgegangen, mithin nicht richtig aufgeklärt gewesen.
In dem anderen Fall des verurteilten Berliner Hausarztes Christoph Turowski, der einer 37-jährigen schwer depressiv erkrankten Patientin beim Suizid half, war die bestehende Freiverantwortlichkeit im Gerichtsverfahren strittig. Der Arzt hatte der Patientin zunächst tödlich wirkende Medikamente verschrieben, der Suizidversuch scheiterte allerdings aufgrund von Erbrechen der Substanzen. Später setzte er ihr eine Infusion in einem Hotelzimmer, diese gab die Patientin selber frei und starb daraufhin rasch und friedlich. Die Anklage für den ersten Tabletten-Suizidhilfeversuch wurde fallen gelassen, da die fehlende Freiverantwortlichkeit letztlich nicht bewiesen war. Das Gericht stützte seine Verurteilung im zweiten Fall – der vollzogenen Suizidhilfe mittels Infusion – im Wesentlichen auf die E-Mail-Kommunikation zwischen Arzt und Patientin an ihrem Todestag: Aus dieser sei klar erkennbar gewesen, dass die Patienten zwischen dem Willen zu Leben und zu Sterben stark schwankte.
In beiden Fällen erkannten die Gerichte nicht eine straflose Beihilfe zum Suizid, sondern sahen die beiden Ärzte als mittelbarer Täter eines „Totschlags“, die die Frauen zum Werkzeug gegen sich selbst gemacht hätten. Das Urteil im Verfahren des Nervenarztes Spittler ist zwischenzeitlich durch die Rückweisung der Revision vom Bundesgerichtshof rechtskräftig, im anderen Verfahren ist über die Revision noch nicht entschieden.
Die Fälle zeigen einerseits die nicht unerheblichen Risiken der Suizidhilfe in Deutschland bei nicht eindeutig freiverantwortlichen Menschen, andererseits auch, dass Suizidhilfemethoden unter Einsatz schluckbarer Medikamente mit dem nicht unerheblichen Risiko des Scheiterns und Leiden behaftet sind. Selbst unter Einnahme des dazu in der Schweiz verwendeten Pentobarbitals kommt es in 10 % der Fälle zu Erbrechen, bis zu 4 % der Patienten erwachen wieder. Der Sterbevorgang kann bis zu 7 Tage lang dauern.

#### Österreich
In Österreich war die „Mitwirkung am Selbstmord“ bis 2021 generell verboten und wurde mit Freiheitsstrafe von sechs Monaten bis zu fünf Jahren bestraft (§ 78 des Strafgesetzbuches). Das Verbot stammte aus der Zeit des autoritären Ständestaats, was auch den religiös geprägten Begriff des „Selbstmords“ anstelle von „Suizid“ erklärt (1934 bis 1974 § 139b Strafgesetz). § 78 des Strafgesetzbuches ist sehr weit formuliert und erfasst selbst geringfügige Unterstützungshandlungen wie den Kauf eines Zugtickets zu einem Sterbeverein in der Schweiz – auch wenn die Unterstützung durch nahe Angehörige, (Ehe-)Partner oder andere nahestehende Personen erfolgt. Die Bioethikkommission beim Bundeskanzleramt forderte daher eine Reform des Straftatbestands, „die sowohl dem Prinzip der Aufrechterhaltung der sozialen Norm der Suizidprävention, als auch dem Schutz vor Fremdbestimmung vulnerabler Personen Rechnung trägt, jedoch ebenso eine individuelle Hilfe in Ausnahmefällen zulässt.“
In seinem am 11. Dezember 2020 verkündeten Erkenntnis zu mehreren Beschwerden sterbewilliger Antragsteller, Angehöriger und eines Arztes entschied der österreichische Verfassungsgerichtshof, dass das absolute Verbot jeglicher Beihilfe zum Suizid verfassungswidrig sei. Das Beihilfe-Verbot in § 78 StGB wurde daher zum 31. Dezember 2021 aufgehoben, nicht aber das Verbot der Tötung auf Verlangen, also der aktiven Sterbehilfe. Der österreichische Nationalrat stimmte daraufhin am 16. Dezember 2021 für eine neue Regelung der Beihilfe zum Suizid für dauerhaft schwerkranke oder unheilbar kranke Erwachsene. Das Sterbeverfügungsgesetz und die neue Fassung des § 78 StGB traten am 1. Jänner 2022 in Kraft.
Am 14. April 2022 setzte Andrea Mielke als erste Salzburgerin mit 57 ihrem Leben assistiert ein Ende. Sie war wegen eines Gendefekts Zeit ihres Lebens auf den Rollstuhl angewiesen und engagierte sich für ein selbst bestimmtes Leben von Behinderten.
„Da sich zur Inanspruchnahme des ass. Suizids in Österreich ausschließlich Personen ohne eigene Erfahrung zu Wort gemeldet haben“, hat die Zeitung ÄrzteWoche als erstes Medium den Originalbericht einer Begleitperson veröffentlicht. Im Juli 2023 wurde dieser Beitrag in die Shortlist (Top 5) der Kategorie Medien des Österreichischen Gesundheitskompetenzpreises 2023 aufgenommen.

#### Schweiz
In der Schweiz ist Hilfe zur Selbsttötung nicht strafbar, sofern kein egoistisches Motiv vorliegt (Art. 115 StGB). Die Schweizerische Akademie der Medizinischen Wissenschaften betont aber in ihren Richtlinien, Suizidhilfe sei nicht „Teil der ärztlichen Tätigkeit“. Es gibt auch keinen rechtlichen Anspruch auf eine Beihilfe zum Suizid. Der Tod nach Suizidhilfe gilt als außergewöhnlicher Todesfall (AGT) und muss der zuständigen Behörde gemeldet werden. In einigen Kantonen werden die Schweizer Institute für Rechtsmedizin (IRM) zur postmortalen Abklärung dieser Fälle polizeilich herangezogen.
Bekannt sind in der Schweiz die beiden zusammen bereits rund 90.000 Mitglieder zählenden Vereine EXIT (Romandie) und EXIT (Deutsche Schweiz), welche ihren Mitgliedern aufgrund klarer Richtlinien Hilfestellung und Ärzte vermitteln, um bei der Selbsttötung zu assistieren, sowie der rund 5500 Mitglieder zählende Verein Dignitas. Diese Vereine sind Mitglied der „World Federation of Right-to-Die-Societies“.
Weitere Organisationen sind Ex International, welche sich auf Sterbewillige aus dem Ausland konzentriert, sowie Life Circle. Prinzipiell kann aber jede mündige Person jeden Arzt um die Verschreibung und Beschaffung des notwendigen Medikamentes anfragen, wobei aber längstens nicht jeder Arzt bzw. jede Apotheke bereit ist, eine solche Hilfestellung zu leisten. Mitglieder der Sterbehilfeorganisationen profitieren jedoch davon, dass diese Strukturen und Prozeduren bieten, wie zum Beispiel ärztliche/psychologische Gespräche, in welchen der Sterbewunsch erörtert und dokumentiert wird.
Seit Juni 2012 gibt es die ersten Gesetze zur Sterbehilfe in einigen Kantonen. So wurde im Kanton Waadt u. a. geregelt, unter welchen Voraussetzungen in einem öffentlichen Spital oder einem Pflegeheim eine Sterbehilfeorganisation Zutritt erhalten muss und Beihilfe zur Selbsttötung erfolgen kann: „So muss eine schwere und unheilbare Krankheit vorliegen und anderseits die Urteilsfähigkeit des Sterbewilligen gegeben sein. Ob die beiden Kriterien erfüllt sind, entscheidet ein Chefarzt oder Klinikleiter zusammen mit dem Pflegeteam und dem behandelnden Arzt.“
In der Schweiz steigt die Inanspruchnahme eines assistierten Suizids: 2014 waren es 742 Personen (320 Männer und 422 Frauen), 2017 1009 Personen (413 Männer und 596 Frauen).

#### Niederlande
In den Niederlanden ist die vorsätzliche Hilfe zur Selbsttötung verboten (Art. 294 des Strafgesetzbuches), allerdings nicht strafbar, wenn sie von einem Arzt unter Einhaltung bestimmter Sorgfaltspflichten begangen wurde und dem Leichenbeschauer Meldung erstattet wurde. Diskutiert wird auch die Legalisierung der Abgabe von tödlichen Präparaten durch Ärzte, damit Sterbewillige ihr Leben ohne direkte ärztliche Hilfe beenden können.

#### Vereinigte Staaten von Amerika
In den US-Bundesstaaten Oregon und Washington ist der ärztlich assistierte Suizid straffrei und im Oregon Death with Dignity Act bzw. im Washington Death with Dignity Act geregelt.
Bekannte Fälle von assistiertem Suizid
- Ramón Sampedro: Der Spanier war 30 Jahre lang mit einem hohen Querschnitt vom Hals abwärts gelähmt. Seine Geschichte wurde in dem Film Das Meer in mir verfilmt. Dem Spanier wurde auf seinen Wunsch hin von einer Freundin ein Glas Wasser mit Zyankali so in die Nähe seines Mundes gestellt, dass er selbst mit einem Strohhalm daraus trinken konnte und daraufhin starb (1998). Mehrere seiner Freunde zeigten sich selbst der Beihilfe an, woraufhin das Verfahren eingestellt wurde.

### Sterbefasten
Das Sterbefasten unter Verzicht auf Nahrung und Flüssigkeit ist eine umstrittene Form des Suizids und wird von seinen Befürwortern als mögliche Alternative zum assistierten Suizid angesehen.

## Gesetzliche Regelungen

Sterbehilfe (Euthanasie) in Europa:
Aktive Sterbehilfe erlaubt
Passive bzw. indirekte Sterbehilfe erlaubt
Keine Form der Sterbehilfe legal
Keine Daten

Assistierter Suizid in Europa:
Beihilfe zur Selbsttötung gesetzlich erlaubt
Beihilfe zur Selbsttötung per Gerichtsurteil erlaubt
Beihilfe zur Selbsttötung gesetzlich verboten

### Deutschland
In Deutschland ist aktive Sterbehilfe als Tötung auf Verlangen seit Inkrafttreten des Reichsstrafgesetzbuchs am 1. Januar 1872 gemäß § 216 Strafgesetzbuch (StGB) strafbar. Das ursprüngliche Strafmaß von „Gefängniß nicht unter drei Jahren“ beträgt seit dem 1. April 1970 Freiheitsstrafe von sechs Monaten bis zu fünf Jahren.
Die im Zuge der Beratungen der Amtlichen Strafrechtskommission von 1933 bis 1936 diskutierte Entkriminalisierung der Tötung auf Verlangen von Schwerkranken und der „Vernichtung lebensunwerten Lebens“ wurde abgelehnt. Ebenso wenig kam 1939/1940 ein „Euthanasie-Gesetz“ zur Durchführung der Krankenmorde in der Zeit des Nationalsozialismus zustande.
Am 10. Dezember 2015 trat ein Gesetz in Kraft, das die geschäftsmäßige – also die unabhängig von einer Gewinnerzielungsabsicht wiederholte – Förderung der Selbsttötung unter Strafe stellte. Diese abstrakt das Leben gefährdende Handlung war mit dem neu gefassten § 217 StGB verboten. Angehörige oder andere dem Suizidwilligen nahestehende Personen, die sich lediglich als nicht geschäftsmäßig handelnde Teilnehmer an der Tat beteiligen, bleiben von der Strafandrohung ausgenommen.
Am 26. Februar 2020 erklärte das Bundesverfassungsgericht den 2015 eingeführten § 217 StGB (Geschäftsmäßige Förderung der Selbsttötung) für verfassungswidrig und somit nichtig.

#### Rechtliche und gesellschaftliche Entwicklungen vor 2020
Die Deutsche Gesellschaft für Chirurgie hatte Anfang 1979 durch einen interdisziplinären Ausschuss Hinweise für Ärzte veröffentlicht, deren Präambel besagt, dass „[…] Lebensverlängerung nicht unter allen Umständen Ziel ärztlichen Handeln sein“ kann.
1986 legte eine interdisziplinäre Arbeitsgruppe einen „Alternativentwurf eines Gesetzes über Sterbehilfe“ vor. Bis etwa 2006 verlief die Diskussion fast ausschließlich auf theoretischer Ebene im rechtswissenschaftlichen Bereich, wo 2008 auch ein Vorschlag eines umfassenden Sterbehilfegesetzes veröffentlicht wurde, das den Lebensschutz in den Vordergrund stellt und auch Details einer möglichen gesetzlichen Regelung berücksichtigt, Kritiker warfen diesem Entwurf jedoch zu penible Regelungen vor.
Der 66. Deutsche Juristentag hat sich am 20. September 2006 mit großer Mehrheit für eine gesetzliche Regelung der Sterbehilfe und der Verbindlichkeit von Patientenverfügungen ausgesprochen. Das bedeutet, dass Behandlungsabbrüche und das Unterlassen lebenserhaltender Maßnahmen auch schon vor der Sterbephase rechtlich erlaubt sein sollen. Im Strafgesetzbuch solle ausdrücklich klargestellt werden, dass sich Ärzte in solchen Fällen nicht strafbar machen. Daran entzündete sich in der Öffentlichkeit eine kontroverse Debatte. Schließlich wurden auch im Bundestag im Frühjahr 2007 zwei fraktionsübergreifende Gruppenanträge eingereicht. Sie unterscheiden sich vor allem in einem Punkt: Der Antrag von Bosbach, Röspel, Winkler, Fricke et al. sieht im Gegensatz zu dem anderen Antrag keine Verbindlichkeit der Patientenverfügung für den Fall vor, dass die Befolgung der Patientenverfügung zum Tod führen würde, obwohl die Erkrankung noch keinen unumkehrbaren tödlichen Verlauf genommen hat.
Ein Unterlassen medizinischer Eingriffe auf der Grundlage einer vom Betroffenen verfassten Patientenverfügung oder einer sonstigen beachtenswerten Willensäußerung stellt keine aktive, sondern passive Sterbehilfe dar. Eine Behandlung gegen den Willen des Patienten, also das Missachten des Patientenwillens oder einer Patientenverfügung, erfüllt in Deutschland den Straftatbestand der Körperverletzung.
Ausgehend von der Sterbehilfe-Diskussion wurde das Thema in der Öffentlichkeit meist unter dem Begriff „Patientenverfügung“ diskutiert, also aus der Perspektive der Betroffenen. Viele Menschen befürchteten, dass ihr vorher deutlich geäußerter Wille ignoriert werden könnte und ihnen ein langes Sterben zugemutet werden könnte, weil Ärzte – aus Überzeugung oder aus Angst vor rechtlichen Konsequenzen – entgegen diesem Willen handeln. Durch das Urteil des BGH vom 25. Juni 2010 werden diese Befürchtungen wohl gegenstandslos.
Nach vielen Beratungen und Änderungen verschiedener Entwürfe stimmte der Deutsche Bundestag schließlich am 18. Juni 2009 mit 317 Ja-Stimmen bei 233 Nein-Stimmen und 5 Enthaltungen dem „Entwurf eines Dritten Gesetzes zur Änderung des Betreuungsrechts“ der Abgeordneten Stünker, Kauch, Jochimsen und weiterer Abgeordneter zu.
Der Bundesgerichtshof (BGH) hat in einem Grundsatzurteil vom 25. Juni 2010 zum Behandlungsabbruch („Fall Putz“) das Selbstbestimmungsrecht des Patienten gestärkt, indem er entschied, dass (im strafrechtlichen Sinne) eine entsprechende Einwilligung des Patienten sowohl das Unterlassen weiterer lebenserhaltender Maßnahmen rechtfertige als auch die aktive Beendigung oder Verhinderung einer von dem Patienten nicht oder nicht mehr gewollten Behandlung. Die zur Straffreiheit führende Einwilligung könne bei einem nicht einwilligungsfähigen Patienten auch zuvor in einer Patientenverfügung oder sogar in einer mündlichen Äußerung gegeben worden sein. Solche Äußerungen sind für rechtliche Betreuer und Bevollmächtigte verbindlich (§ 1901a BGB), sie binden auch das Betreuungsgericht (§ 1904 Abs. 3 BGB) und seit 26. Februar 2013 auch unmittelbar den Arzt (§ 630d BGB).
Das Berufsrecht der Mediziner wurde der neuen Gesetzeslage und insbesondere als Reaktion auf o. g. Urteil des BGH vom 25. Juni 2010 durch neue „Grundsätze der Bundesärztekammer zur ärztlichen Sterbebegleitung“ vom 21. Januar 2011 angepasst. Die Diskussionen auf dem 114. Deutschen Ärztetag Anfang Juni 2011 zeigen jedoch, dass auch damit das Thema für die Ärzteschaft noch lange nicht beendet ist.
Einen außerparlamentarischen Entwurf für ein solches Gesetz hatte am 8. Mai 2014 die Deutsche Stiftung Patientenschutz der Öffentlichkeit vorgestellt. Sie forderte, mit einem neuen Paragraph 217 Strafgesetzbuch das organisierte Betreiben von Suizidbeihilfe durch Einzelpersonen oder Gruppen zu verbieten. Wer bei einer Selbsttötung jedoch lediglich „Teilnehmer“ sei, ohne geschäftsmäßig zu handeln, sollte nach dem Willen der Autoren des Gesetzesentwurfs Steffen Augsberg und Eugen Brysch straffrei bleiben – aber nur, sofern der Suizident „sein Angehöriger oder eine andere ihm nahestehende Person ist“. Hierzu allerdings seien „in aller Regel nicht“ Ärzte oder Pflegekräfte zu rechnen.
Im Jahr 2014 hat Bundesgesundheitsminister Hermann Gröhe, CDU, den Anlauf zu dieser gesetzlichen Regelung der Beihilfe zur Selbsttötung unternommen. Die Große Koalition aus CDU/CSU und SPD hat sich daraufhin auf einen Fahrplan für ein Gesetz zur Sterbehilfe geeinigt: Am 2. Juli 2015 fand die Erste Lesung der bis dahin in den Bundestag eingebrachten vier Gruppenanträge statt. Am 23. September 2015 führte der Rechtsausschuss eine öffentliche Anhörung durch.
Der Deutsche Ethikrat hatte seine ursprüngliche Distanz gegenüber neuen strafrechtlichen Bestimmungen zur Selbsttötung differenzierter formuliert. Zur gesetzlichen Stärkung der Suizidprävention hatte er in der Ad-hoc-Empfehlung vom 18. Dezember 2014 gefordert, das derzeit geltende Strafrecht nicht grundsätzlich zu ändern. Eine eigene gesetzliche Regulierung etwa der ärztlichen Suizidbeihilfe lehnte er mehrheitlich ebenso ab, wie jede Regulierung der Suizidbeihilfe für eine andere Berufsgruppe, auch weil auf diese Weise „erlaubte Normalfälle“ einer Suizidbeihilfe definiert würden. Nach Auffassung der Mehrheit des Deutschen Ethikrats sollte Beihilfe zum Suizid sowie deren legales Anbieten jedoch untersagt werden, wenn sie auf Wiederholung angelegt sind, öffentlich erfolgen und damit den Anschein einer sozialen Normalität hervorrufen könnten. Eine Suizidbeihilfe, die keine individuelle Hilfe in tragischen Ausnahmesituationen, sondern eine Art Normalfall wäre, etwa im Sinne eines wählbaren Regelangebots von Ärzten oder im Sinne der Dienstleistung eines Vereins, lehnte der Deutsche Ethikrat ab.
Über folgende fünf Gesetzentwürfe wurde 2015 in erster Lesung (lediglich der Gruppenantrag um die Bundestagsabgeordnete Katja Keul) bzw. in zweiter und dritter Lesung (alle weiteren Gruppenanträge) im Bundestag abgestimmt:
1. Der Gruppenantrag um die Bundestagsabgeordneten Brand, CDU, und Griese, SPD:[33] Wer bei einer Selbsttötung lediglich Teilnehmer sei, ohne geschäftsmäßig zu handeln, sollte bei diesem Antrag straffrei bleiben, solange der Suizident Angehöriger oder nahestehende Person ist. Dieser Gruppenantrag wurde von den Unterstützern selbst als „Weg der Mitte“ bezeichnet.[116] Dieser Gesetzentwurf mit dem Titel Entwurf eines Gesetzes zur Strafbarkeit der geschäftsmäßigen Förderung der Selbsttötung wurde vom Bundestag mit einer Mehrheit von 360 von 602 abgegebenen Stimmen angenommen.[117]
2. Der Gruppenantrag um die Bundestagsabgeordneten Sensburg, CDU, und Dörflinger, CDU:[118] Der Antrag wollte für Deutschland jegliche Beihilfe zum Suizid zum Delikt ausgestalten.
3. Der Gruppenantrag um die Bundestagsabgeordneten Hintze, CDU, und Lauterbach, SPD:[119] Auf dem Wege einer Ergänzung des BGB sollte Ärzten Schutz vor jenen Ärztekammern und dadurch Rechtssicherheit verschafft werden, welche ihnen jegliche Suizidbeihilfe verbieten. Bei Selbsttötungen sollten Ärzte jedoch nur diejenigen Patienten unterstützen dürfen, die todkrank sind.
4. Der Gruppenantrag um die Bundestagsabgeordneten Künast, Die Grünen, und Sitte, Die Linke:[120] Der Antrag bemühte sich, Suizidbeihilfe straflos beizubehalten, wollte jedoch ein Erstberatungsmonopol für Ärzte einführen und dessen Missachtung mit erheblicher Strafe bewehren.
5. Der Gruppenantrag um die Bundestagsabgeordnete Keul, Die Grünen:[121] Dieser Antrag plädierte für die Beibehaltung der aktuellen Rechtslage.

Gegen die ersten vier hier benannten Gruppenanträge waren von verschiedener Seite schwere grund- und strafrechtliche Bedenken angemeldet worden. So haben die Wissenschaftlichen Dienste des Bundestags am 5. August 2015 zu den Anträgen kritisch Stellung bezogen; in der Anhörung im Rechtsausschuss haben die Rechtsprofessoren Matthias Herdegen, Eric Hilgendorf und Reinhard Merkel auf diese Bedenken hingewiesen. Schon vor Veröffentlichung der Gruppenanträge haben mehr als 140 Strafrechtsprofessoren davor gewarnt, das Strafrecht in diesem Zusammenhang zu ändern.
Kritik an einer solchen Änderung der Strafvorschrift äußerten unter anderem der Medizinethiker Axel W. Bauer bereits 2013 aus einer konservativen Perspektive sowie 2016 der Straf- und Medizinrechtler Gunnar Duttge. Auch Claus Roxin wandte sich gegen die Vorschrift und präsentierte Vorschläge für eine alternative, aus seiner Sicht verfassungskonforme Ausgestaltung der Norm.

#### Rechtliche und gesellschaftliche Entwicklungen ab 2020
In einem am 26. Februar 2020 verkündeten Urteil erklärte das Bundesverfassungsgericht dieses Verbot für verfassungswidrig und daher für nichtig. Dem Gericht zufolge umfasse das allgemeine Persönlichkeitsrecht in Verbindung mit der Menschenwürde „als Ausdruck persönlicher Autonomie ein Recht auf selbstbestimmtes Sterben.“ Es schließe auch das Recht ein, sich das Leben zu nehmen. Das Verbot in § 217 StGB mache es „Suizidwilligen faktisch unmöglich, die von ihnen gewählte, geschäftsmäßig angebotene Suizidhilfe in Anspruch zu nehmen“, so „dass dem Einzelnen faktisch kein Raum zur Wahrnehmung seiner verfassungsrechtlich geschützten Freiheit verbleibt.“ Unter strengen Voraussetzungen, die der Gesetzgeber festlegen kann, soll dem Gericht zufolge auch geschäftsmäßige Hilfe künftig möglich sein.
Noch am Tag der Urteilsverkündung durch das Bundesverfassungsgericht wandte sich die FDP-Abgeordnete Katrin Helling-Plahr mit einem Vorschlag für ein Beratungsmodell an den Deutschen Bundestag. Die Rechtspolitikerin legte dafür ein Eckpunktepapier vor. Dieses sieht eine mehrstufige Beratung für Menschen vor, die sich mithilfe von Ärzten oder Sterbehilfevereinen das Leben nehmen wollen – analog dem Verfahren bei Schwangerschaftsabbrüchen. Dabei müssten sich Ärzte und Beratungsstellen davon überzeugen, ob der Suizidwillige sich frei, eigenverantwortlich und im Vollbesitz seiner geistigen Kräfte entschieden hat. Zwischen der Beratung und dem assistierten Suizid soll eine Wartefrist vorgeschrieben werden.
Am 15. April 2020 hat Bundesgesundheitsminister Jens Spahn Ärztevertreter, Verbände und Kirchen um Vorschläge zu wesentlichen Eckpunkten einer möglichen Neuregelung der Suizidassistenz gebeten. Gesetzentwürfe für eine Neuregelung der Suizidassistenz kamen bislang von dem Humanistischen Verband Deutschlands (HVD), der Deutschen Stiftung Patientenschutz sowie einem Zusammenschluss von vier Wissenschaftlern aus Medizinrecht, Medizinethik und Palliativmedizin.
Dem Vorschlag des HVD vom 2. Mai 2020 zufolge soll es weder einen neuen Paragraph 217 im Strafgesetzbuch noch ein neues Verbot der Suizidhilfe für Mediziner, Vereine oder nicht-ärztliche Sterbehelfer geben. Anstelle von psychiatrischen Begutachtungen und verpflichtenden Beratungen schlägt der Verband freiwillige Angebote zu freiwilligen sowie ergebnisoffenen Gesprächen in sogenannten Suizid(konflikt)-Beratungsstellen vor. Die gewerbsmäßige Sterbehilfe bleibt in dem Gesetzvorschlag verboten und soll mit einer Gefängnisstrafe von bis zu zwei Jahren oder mit Geldstrafe bestraft werden. Ein besonders schwerer Fall bestehe für den HVD, wenn eine Zwangslage, Krisensituation, Willensschwäche oder mangelndes Urteilsvermögen aufgrund von Nichtwissen über Alternativen eines Suizidwilligen ausgenutzt werde. Dann soll die Freiheitsstrafe nicht unter zwei bis fünf Jahren betragen.
In ihrem am 12. Juni 2020 vorgelegten Gesetzentwurf zielt die Deutsche Stiftung Patientenschutz auf einen neuen § 217 „Förderung der Selbsttötung“ im Strafgesetzbuch, um das Selbstbestimmungsrecht des Sterbewilligen zu schützen. Die auf Profit angelegte gewerbsmäßige Suizidassistenz soll mit einer Freiheitsstrafe bis zu fünf Jahren bestraft werden. Bei der vom Bundesverfassungsgericht erlaubten organisierten geschäftsmäßigen Sterbehilfe orientiert sich die Stiftung am Urteil der Karlsruher Richter. Demnach müsse garantiert sein, dass der Sterbewillige ausreichend über Handlungsalternativen informiert ist und sich nicht unter Druck und Zwang für eine Selbsttötung entscheidet. Dessen müsse sich ein Suizidhelfer vergewissern und schriftlich dokumentieren. Ignoriert er die höchstrichterlichen Maßstäbe, soll ihm eine Freiheitsstrafe bis zu drei Jahren drohen. Die Unterstützung durch Angehörige des Suizidwilligen bleiben laut Gesetzentwurf der Stiftung straffrei.
Der Vorschlag von Gian Domenico Borasio und Ralf Jox, beide Palliativmediziner an der Universität Lausanne, dem Medizinrechtler Jochen Taupitz sowie dem Tübinger Medizinethiker Urban Wiesing vom 22. Juni 2020 sieht eine von Ärzten maßgeblich bestimmte Suizidhilfe vor. Angehörige und dem Sterbewilligen nahe stehende Personen sollen Unterstützung zur Suizidassistenz leisten dürfen, Sterbehilfevereine aber weiterhin keine Rolle spielen. Nach Ansicht der Mediziner sind Ärzte aufgrund ihrer Ausbildung geeignet, die Freiverantwortlichkeit von Behandlungswünschen zu prüfen, über medizinische Alternativen zu informieren und schließlich auch das Rezept für ein Tötungsmittel auszustellen. Die Entscheidung müsse freiverantwortlich, dauerhaft und informiert getroffen werden. Hinzugezogen werden müsse zudem bei jeder Entscheidung ein zweiter Arzt. Zwischen dem Arztgespräch und der Verschreibung des tödlichen Medikaments soll mindestens eine zehntägige Frist liegen. Zudem dürfe kein Arzt dazu gezwungen werden, Suizidhilfe zu leisten. Ziel sei es, den Gesetzvorschlag „Selbstbestimmung im Sterben – Fürsorge zum Leben“ sowohl im Strafrecht als auch im Medizinrecht zu verankern.
Im November 2023 hat das Bundesverwaltungsgericht den Wunsch zweier Männer abgelehnt, Natrium-Pentobarbital zu kaufen, um sich das Leben zu nehmen. Für Menschen, die ihrem Leben ein Ende setzen wollen, gebe es andere zumutbare Wege und Möglichkeiten, entschied das oberste deutsche Verwaltungsgericht in Leipzig. Sie würden nicht in ihrem Recht auf einen selbstbestimmten Tod verletzt, wenn der Staat ihnen den Zugang zu einem bestimmten tödlichen Medikament zur Selbsttötung zu Hause verwehre. Die Gefahren eines Missbrauchs dieses Mittels seien zu hoch.
Zur weiteren Entwicklung siehe oben Abschnitt Beihilfe zur Selbsttötung (assistierter Suizid) / Deutschland.

### Österreich
Aktive Sterbehilfe ist in Österreich strafbar und fällt entweder unter den Tatbestand des Mordes (§ 75 StGB), der Tötung auf Verlangen (§ 77 StGB) oder der Mitwirkung am Selbstmord (§ 78 StGB). Nicht strafbar ist hingegen die passive Sterbehilfe, der Verzicht auf lebensverlängernde Maßnahmen beim Sterben, wenn ein Patient dies aktuell wünscht oder diesen Wunsch im Vorhinein mit einer gültigen Patientenverfügung zum Ausdruck gebracht hat. Erlaubt ist auch die aktive indirekte Sterbehilfe, worunter man medizinische Maßnahmen versteht, die das Leiden eines Menschen unter Einsatz aller helfenden Mittel lindern, auch wenn dadurch möglicherweise der Sterbeprozess verkürzt wird.
Januar 2014 wurde die Gründung des Vereins „Letzte Hilfe – Verein für selbstbestimmtes Sterben“ bei der Polizeidirektion Wien beantragt. Es erfolgte die Untersagung mit Verweis auf § 78 StGB: „Wer einen anderen dazu verleitet, sich selbst zu töten, oder ihm dazu Hilfe leistet, ist mit Freiheitsstrafe von sechs Monaten bis zu fünf Jahren zu bestrafen.“ Dagegen führten der Astrophysiker Heinz Oberhummer und Eytan Reif, die sich beide noch in der laizistischen Initiative Religion ist Privatsache engagieren, Beschwerde, die am 8. Oktober 2014 das Wiener Verwaltungsgericht beschäftigte, das eine schriftliche Entscheidung ankündigte.
Die Proponenten wollen mit dem nicht genehmigten Verein ein „selbstbestimmtes Leben und Sterben in Würde“ ermöglichen. Der Verein will mündigen von unheilbar schwerer Krankheit, Behinderung oder unerträglichen Schmerzen Betroffenen „auf ihren expliziten Wunsch beratend bezüglich eines Freitodes zur Seite stehen.“ Im Sinne einer Suizidbeihilfe würde man Menschen mit diesem Wunsch Kontakt zu Einrichtungen im Ausland verschaffen und sie auch dorthin begleiten. Die Initiative will eine Änderung der Gesetzeslage erreichen und sieht den Staat säumig in der Pflicht, Bürger vor Gefahren zu schützen. Der Richter schloss nicht aus, das Verfahren zu unterbrechen, um gleich den Verfassungsgerichtshof zu befassen. Reif und Oberhummer schlossen auch einen Gang zum Europäischen Gerichtshof für Menschenrechte (EGMR) nicht aus.
Anfang Juni 2015 hat das Verwaltungsgericht Wien die Beschwerde abgewiesen. Die Beschwerdeführer haben die Sache an den Verfassungsgerichtshof weitergezogen, der in seinem Erkenntnis vom 8. März 2016 eine Verletzung verfassungsgesetzlich gewährleisteter Rechte durch Nichtgestattung der Gründung eines Vereins für Sterbehilfe wegen Verfolgung eines strafgesetzwidrigen Zwecks verneinte.
2019 wurde die Österreichische Gesellschaft für ein humanes Lebensende (ÖGHL) gegründet, die unter anderem einen Antrag zum österreichischen Verfassungsgerichtshof für die Entkriminalisierung der Sterbehilfe, insbesondere für die Liberalisierung von § 78 StGB „Mitwirkung am Selbstmord“ (Suizidhilfe) und von § 77 StGB „Tötung auf Verlangen“ (Sterbehilfe) unterstützt.
Umgekehrt bestehen Bestrebungen einer Stärkung des Verbots aktiver Sterbehilfe durch Erhebung in den Verfassungsrang.
Der Verfassungsgerichtshof (VfGH) hat am 11. Dezember 2020 jene Bestimmung aufgehoben, die die Hilfeleistung zum Selbstmord unter Strafe stellt.
Die Wortfolge „oder ihm dazu Hilfe leistet“ in § 78 des Strafgesetzbuches (StGB) ist verfassungswidrig. Sie verstößt gegen das Recht auf Selbstbestimmung, weil dieser Tatbestand jede Art der Hilfeleistung unter allen Umständen verbietet.
Die Aufhebung der bisherigen Fassung tritt mit Ablauf des 31. Dezember 2021 in Kraft. Zum 1. Jänner 2022 tritt das Sterbeverfügungsgesetz und die neue Fassung des § 78 StGB in Kraft.
Das Sozial- und Gesundheitsministerium berichtete, dass mit Stand (Ende?) Dezember 2022 111 Sterbeverfügungen (bei Notariaten) errichtet wurden. 90 mal wurden Präparate ausgegeben, weniger als 10 bisher angewandt und ebenfalls weniger als 10 retourniert. Die Palliativgesellschaft kritisiert die aktuelle Regelung.
Seit zumindest 2023 gibt es die Web-Plattform ASCIRS (Assisted Suicide Critical Incident Reporting System) der Österreichischen Palliativgesellschaft (OPG) zur Rückmeldung Betroffener zum Sterbeverfügungsgesetz. Im Januar 2025 wird eine Auswertung von Rückmeldungen von 326 Personen durch die MedUni Wien veröffentlicht. Die Betroffenen empfinden die Situation als belastend und wünschen sich mehr Information. Die Frequenz der Rückmeldungen war im Juni 2023 rückläufig. Ärzte dürfen mittlerweile (Stand Januar 2025) auf ihrer Website zum Thema informieren, Apotheken Flyer auflegen. 2025 bieten schon mehr Ärzte Unterstützung an.

### Gesetzeslage in Deutschland, Österreich und der Schweiz
| Staat       | Aktive Sterbehilfe | Beihilfe zur Selbsttötung (assistierter Suizid) | Passive Sterbehilfe                                                                       | Indirekte Sterbehilfe                                                                     |
| ----------- | --- | --- | ----------------------------------------------------------------------------------------- | ----------------------------------------------------------------------------------------- |
| Deutschland | Legal „wenn es einer sterbewilligen Person faktisch unmöglich ist, ihre frei von Willensmängeln getroffene Entscheidung aus dem Leben zu scheiden selbst umzusetzen [und] sie vielmehr darauf angewiesen ist, dass eine andere Person die unmittelbar zum Tod führende Handlung ausführt“ durch verfassungskonforme Auslegung des § 216 I StGB mit BGH, Beschluss vom 28.06.2022 (6 StR 68/21). Weitergehende (bis vollständige) Unwirksamkeit durch Urteil vom 26.02.2020 umstritten, wobei von einer teilweisen oder vollumfänglichen Verfassungswidrigkeit und damit Unwirksamkeit ausgegangen wird. Wurde noch nie vor dem Bundesverfassungsgericht verhandelt. | Legal mit Inkrafttreten des Reichsstrafgesetzbuchs von 1871 (vorher in einigen Ländern strafbar, z. B. nach § 208 Strafgesetzbuch des Großherzogtums Baden). Die „geschäftsmäßige Förderung der Selbsttötung“ wurde 2015 durch § 217 Strafgesetzbuch unter Strafe gestellt. Mit Urteil des Bundesverfassungsgerichtes vom 26. Februar 2020 (2 BvR 2347/15 u. a.) wurde § 217 für verfassungswidrig erklärt und das Recht auf den Tod als eigenständiges, aus der Menschenwürdegarantie und der allgemeinen Handlungsfreiheit unmittelbar abzuleitendes Grundrecht anerkannt. | Legal, wenn eine Willensäußerung des Betroffenen oder gültige Patientenverfügung vorliegt | Legal, wenn eine Willensäußerung des Betroffenen oder gültige Patientenverfügung vorliegt |
| Österreich  | Strafbar gem. § 77 StGB-AT (Tötung auf Verlangen) Aus formellen Gründen wies der VfGH einen diesbezüglichen Antrag am 11.12.2020 als unzulässig ab. Da der Antragssteller nicht zugleich die anderen Tötungstatbestände angriff, könne er nur mit der Aufhebung des § 77 sein Ziel unmöglich erreichen, da er dann nach diesen anderen Tatbeständen verurteilt würde. „Mit der Aufhebung wären daher die Bedenken der Antragsteller gegen § 77 StGB nicht ausgeräumt; insofern war der Anfechtungsumfang zu eng“, so das Gericht. | Legal bis 1934. Verbot 1934 mit Beseitigung der Republik durch den Austrofaschismus und den nationalsozialistischen Faschismus. Dessen Selbstverständnis als autoritärer Ständestaat erklärt auch den religiös geprägten Begriff des „Selbstmords“ anstelle von „Suizid“ (§ 139b Strafgesetz; 1975 als § 78 in das neue Strafgesetzbuch übernommen). Strafrechtliches Verbot aufgrund seiner Unvereinbarkeit mit „dem verfassungsgesetzlich gewährleisteten Recht auf Rechtselbstbestimmung“ verfassungswidrig gem. Urteil des Verfassungsgerichtshofes vom 11.12.2020 (G 139/2019). Eintreten der Nichtigkeit der bisherigen Fassung zum 31.12.2021. Inkrafttreten des neuen Sterbeverfügungsgesetzes und der neuen Fassung des § 78 StGB zum 1. Jänner 2022. | Legal, wenn eine Willensäußerung des Betroffenen oder gültige Patientenverfügung vorliegt | Legal                                                                                     |
| Schweiz     | Strafbar gem. Art. 114 StGB-CH (Keine Verfassungsgerichtsbarkeit vorhanden) | Legal gem. Art. 115 StGB-CH, soweit beim Helfenden keine „selbstsüchtigen Motive“ vorliegen. | Legal                                                                                     | Legal                                                                                     |

In der Schweiz sind mehrere Vereine in der Freitodbegleitung aktiv: die beiden voneinander unabhängigen Exit-Vereine seit 1982, Ex International seit 1997, Dignitas seit 1998, Life Circle seit 2012 und Liberty Life seit 2015.

### Andere Länder
(in der Reihenfolge der Jahreszahlen)
In Europa waren 2001 die Niederlande und 2002 Belgien die ersten Länder, die die aktive Sterbehilfe legal zuließen. Es folgten 2009 Luxemburg, 2021 Spanien und 2023 Portugal. In einigen weiteren Ländern ist nicht die aktive Sterbehilfe legal, aber die Beihilfe zum Suizid, wie in der Schweiz und Österreich.

#### Australien
Im angelsächsischen Rechtskreis wurde ärztliche Hilfe beim Suizid erstmals 1995 im Nordterritorium von Australien ausdrücklich – für kurze Zeit – durch den Rights of the Terminally Ill Act zugelassen.
Inzwischen haben fünf Bundesstaaten die Beihilfe zur Selbsttötung legalisiert, begonnen durch den Voluntary Assisted Dying Act 2017 vom 29. November 2017 in Victoria, gefolgt von Western Australia mit dem Voluntary Assisted Dying Act 2019 vom 19. Dezember 2019 sowie dem am 23. März 2021 verabschiedeten End of Life Choices Act in Tasmanien. Am 24. Juni 2021 folgte die Legalisierung im Bundesstaat South Australia. Am 17. September 2021 (Inkrafttreten: Frühjahr 2023) folgte Queensland als fünfter Bundesstaat.

#### USA
In den USA gibt es in mehreren Bundesstaaten Regelungen, die die ärztliche Unterstützung bei der Selbsttötung erlauben: den seit 1997 existierenden Oregon Death with Dignity Act, den 2009 in Kraft getretenen Washington Death with Dignity Act, den 2013 in Kraft getretenen Vermont Patient Choice at End of Life Act und den 2016 verabschiedeten California End of Life Option Act. sowie den Colorado End-of-Life Options Act, in Kraft seit 16. Dezember 2016. Außerdem ist ärztliche Sterbehilfe infolge der Gerichtsentscheidung Baxter v. Montana im Bundesstaat Montana seit dem 31. Dezember 2009 faktisch legal, ähnlich seit 2014 in New Mexico. Zuletzt scheiterte der Versuch der Kriminalisierung der Suizidhilfe in Montana am 2. März 2021, als der Senat einen entsprechenden Gesetzesentwurf stoppte. Am 17. März 2021 genehmigte der Senat von New Mexico die zuvor vom Unterhaus verabschiedete Entkriminalisierung der Suizidhilfe.

#### Niederlande
2001 ließen die Niederlande als erstes Land der Welt die aktive Sterbehilfe zu (wet toetsing levensbeëindiging op verzoek en hulp bij zelfdoding – Gesetz zur Kontrolle der Lebensbeendigung auf Verlangen und Hilfe bei der Selbsttötung). Das Gesetz und seine Praktizierung ermöglichen es Menschen, zu Hause und im Kreis ihrer Angehörigen zu sterben. Formelle Prozeduren sollen sicherstellen, dass ein Patient wirklich für einen freiwilligen Tod bereit ist. Das lebensbeendende Handeln findet in etwa 90 Prozent der Fälle zu Hause statt (2008 wurde es in 2.083 von 2.331 Fällen vom Hausarzt durchgeführt). Seit 2013 ist in den Niederlanden auch die Sterbehilfe bei todkranken Babys legal. Am 13. Oktober 2016 wurde bekannt, dass die Regierung einen neuen Gesetzentwurf beabsichtigt. 2015 gingen 4,5 Prozent aller Todesfälle in den Niederlanden auf aktive Sterbehilfe zurück; Ärzte erfüllten rund die Hälfte der Bitten Schwerstkranker um Tötung.

#### Belgien
2002 trat in Belgien das Gesetz über die Sterbehilfe in Kraft. Es ähnelt dem niederländischen Sterbehilfegesetz.
Im Februar 2014 stimmte das belgische Parlament mit Mehrheit für eine Gesetzesänderung, die aktive Sterbehilfe für todkranke Kinder und Jugendliche unter 18 Jahren zulässt (z. B. krebskranke Minderjährige). Mediziner in Belgien erwarten etwa ein Dutzend solcher Fälle pro Jahr.

#### Luxemburg
2009 folgte das Gesetz über Sterbehilfe und assistierten Suizid im Großherzogtum Luxemburg. Es ähnelt dem niederländischen Sterbehilfegesetz.

#### Kanada
Das kanadische Parlament verabschiedete im Juni 2016 ein Gesetz zur Legalisierung von assistierter Sterbehilfe (Bill C-14). Vorausgegangen waren eine Regelung in der Provinz Québec sowie eine Entscheidung des Obersten Gerichtshofes, der die Strafbarkeit der ärztlichen Sterbehilfe aufhob.

#### Spanien
Am 18. März 2021 billigte auch Spanien die Legalisierung der aktiven Sterbehilfe mit deutlicher Mehrheit im Parlament.

#### Portugal
2023 wurde die aktive Sterbehilfe in Portugal legal.

#### Frankreich
Am 28. Mai 2025 stimmte die Nationalversammlung von Frankreich mit deutlicher Mehrheit für das Recht von Schwerkranken auf Beihilfe zum Suizid. Es wird erwartet, dass der konservativ dominierte Senat den Gesetzentwurf überarbeitet und Anfang 2026 an die Nationalversammlung zurückverweist. In vorherigen Umfragen waren rund 90 % der Franzosen für ein solches Gesetz. Schon im März 2007 erklärten über 2000 französische Ärzte, Schwestern und Pfleger öffentlich, Patienten beim Suizid geholfen zu haben. Dies wurde als ein Hilferuf an Öffentlichkeit und Gesetzgeber betrachtet.

#### Italien und Polen
In den katholisch geprägten Ländern wie Italien und Polen gibt es mehr Vorbehalte gegen eine gesetzliche Regelung zur Sterbehilfe.
| Staat                  | Aktive Sterbehilfe | Beihilfe zur Selbsttötung (assistierter Suizid) | Passive Sterbehilfe | Indirekte Sterbehilfe                                                                                           | Keine legale Form der Sterbehilfe erlaubt / Jede Form der Sterbehilfe gesetzlich verboten | Unklare Gesetzeslage                               |
| ---------------------- | --- | --- | --- | --- | ----------------------------------------------------------------------------------------- | -------------------------------------------------- |
| Australien             | Legal in allen Bundesstaaten durch Landesgesetze vom 29.11.2017 bis 19.05.2022 ausgenommen das Northern- und Capital Territory. | Legal in allen Bundesstaaten durch Landesgesetze vom 29.11.2017 bis 19.05.2022 ausgenommen das Northern- und Capital Territory. | Legal in allen Bundesstaaten durch Landesgesetze. | Legal in allen Bundesstaaten durch Landesgesetze.                                                               | Nein                                                                                      | Nein                                               |
| Belgien                | Legal für Erwachsene (seit 2002) Legal für Kinder (seit 2014) | Legal | Legal | Legal | Nein                                                                                      | Nein                                               |
| Dänemark               | Verboten | Verboten | Legal | Keine näheren Angaben                                                                                           | Nein                                                                                      | Indirekte Sterbehilfe                              |
| Finnland               | Verboten | Legal (Keine Straftat, kein standesrechtliches Verbot. Voraussetzungen durch Rechtsprechung gesetzt) | Legal | Legal | Nein                                                                                      | Nein                                               |
| Frankreich             | Verboten (gleichgesetzt mit fahrlässiger Tötung, bis zu 5 Jahre Haft) | Verboten | Legal, wenn eine Willensäußerung des Betroffenen oder gültige Patientenverfügung vorliegt. | Legal, wenn eine Willensäußerung des Betroffenen oder gültige Patientenverfügung vorliegt.                      | Nein                                                                                      | Nein                                               |
| Griechenland           | Verboten (gleichgesetzt mit Mord) | Verboten | Keine näheren Angaben | Legal, wenn eine Willensäußerung des Betroffenen oder gültige Patientenverfügung vorliegt.                      | Nein                                                                                      | Passive Sterbehilfe                                |
| Italien                | Verboten | Legal unter bestimmten Voraussetzungen durch Urteil des Verfassungsgerichtshofes (T-190 242) vom 27. November 2019. Grundsätzlich strafbar nach Art. 580 Strafgesetzbuch | Legal durch Gesetz vom 14. Dezember 2017. | Rechtlich unklar                                                                                                | Nein                                                                                      | Indirekte Sterbehilfe                              |
| Irland                 | Verboten (bis zu 14 Jahre Haft) | Verboten (bis zu 14 Jahre Haft) | Legal, wenn eine Willensäußerung des Betroffenen oder gültige Patientenverfügung vorliegt. | Legal, wenn eine Schmerzlinderung das primäre Ziel ist.                                                         | Nein                                                                                      | Nein                                               |
| Kanada                 | Legal durch Urteil des Obersten Gerichts (Carter v. Canada 2015 SCC 5) vom 6. Februar 2015 und durch Gesetz vom 17. Juli 2016. | Legal durch Urteil des Obersten Gerichts (Carter v. Canada 2015 SCC 5) vom 6. Februar 2015 und durch Gesetz vom 17. Juli 2016. | Legal durch Urteil des Obersten Gerichts (Rodriguez v. British Columbia 1993 3 SCR 519) vom 30. September 1993. | Legal durch Urteil des Obersten Gerichts (Rodriguez v. British Columbia 1993 3 SCR 519) vom 30. September 1993. | Nein                                                                                      | Nein                                               |
| Kolumbien              | Legal. Teilweise Entkriminalisierung durch Urteil des Obersten Gerichts (C-239) vom 20. Mai 1997. Verpflichtung auf die Verabschiedung gesetzlicher Richtlinien durch Urteil des Verfassungsgerichtes vom 19. Februar 2015. Vollständige Legalisierung durch Verabschiedung von Richtlinien durch das Gesundheitsministerium am 29. April 2015. Legalisierung für minderjährige Patienten im Jahre 2018. Mit Urteil vom 22. Juli 2021 hat das Verfassungsgericht seine Rechtsprechung aus dem Jahre 1997 revidiert, indem es die Voraussetzung einer unheilbaren Krankheit zur Inanspruchnahme der Tötung auf Verlangen für verfassungswidrig und nichtig erklärte. | Verboten gem. Art. 107 Strafgesetzbuch. | Legal durch Gesetz vom 8. September 2014. | Rechtlich unklar                                                                                                | Nein                                                                                      | Indirekte Sterbehilfe                              |
| Luxemburg              | Legal für Erwachsene (seit 2009). Gilt als natürlicher Tod durch Gesetzesänderung vom 11. Februar 2021. | Legal. Gilt als natürlicher Tod durch Gesetzesänderung vom 11. Februar 2021. | Legal | Legal | Nein                                                                                      | Nein                                               |
| Neuseeland             | Legal durch Gesetz vom 13.11.2019 (End of Life Choice Act), verabschiedet durch Volksabstimmung vom 17.10.2020, mit Inkrafttreten zum 06.11.2021. | Legal durch Gesetz vom 13.11.2019 (End of Life Choice Act), verabschiedet durch Volksabstimmung vom 17. Oktober 2020, mit Inkrafttreten zum 06.11.2021. | Legal durch Gesetz vom 20. Oktober 1994 (Health and Disability Commissioner Act 1994). | Legal durch Urteil des High Court (Seales v Attorney-General [2015] NZHC 1239) vom 04.06.2015.                  | Nein                                                                                      | Nein                                               |
| Niederlande            | Legal für Erwachsene (seit 2002) Legal für Kinder ab 12 Jahren | Legal | Legal, gilt als natürlicher Tod | Legal, gilt als natürlicher Tod                                                                                 | Nein                                                                                      | Nein                                               |
| Norwegen               | Verboten | Verboten | Legal durch Gesetz vom 2. Juli 1999. | Legal, wenn eine Willensäußerung des Betroffenen oder gültige Patientenverfügung vorliegt.                      | Nein                                                                                      | Passive Sterbehilfe                                |
| Peru                   | Legal durch Urteil des Obersten Gerichtshofes der Republik Peru (00573-2020-0-1801-JR-DC-11) vom 25. Februar 2021 durch verfassungskonforme Auslegung der §§ 112, 113 des Strafgesetzbuches. Verpflichtung des Gesundheitsministerium auf Erlass eines über den verhandelten Fall hinausgehenden allgemeinen Sterbehilfe-Protokolls. | Legal durch Urteil des Obersten Gerichtshofes der Republik Peru (00573-2020-0-1801-JR-DC-11) vom 25. Februar 2021 durch verfassungskonforme Auslegung der §§ 112, 113 des Strafgesetzbuches. Verpflichtung des Gesundheitsministerium auf Erlass eines über den verhandelten Fall hinausgehenden allgemeinen Sterbehilfe-Protokolls. | Legal durch Urteil des Obersten Gerichtshofes der Republik Peru (00573-2020-0-1801-JR-DC-11) vom 25. Februar 2021. (Da die Sterbehilfe ohne das Unterlassen von nachfolgenden Rettungsversuchen nicht umsetzbar wäre.) | Rechtlich unklar                                                                                                | Nein                                                                                      | Indirekte Sterbehilfe                              |
| Polen                  | Verboten | Verboten | Verboten | Verboten | Keine legale Form der Sterbehilfe                                                         | Jede Form der Sterbehilfe ist gesetzlich verboten. |
| Portugal               | Legal durch Gesetz 22/2023 vom 25. Mai 2023. | Legal durch Gesetz 22/2023 vom 25. Mai 2023. | Keine näheren Angaben | Keine näheren Angaben                                                                                           | Nein                                                                                      | Nein                                               |
| Schweden               | Verboten | Legal, wenn der Helfer eine Privatperson ist. | Legal | Legal, wenn eine Willensäußerung des Betroffenen oder gültige Patientenverfügung vorliegt.                      | Nein                                                                                      | Nein                                               |
| Slowenien              | Verboten (mindestens 5 Jahre Haft) | Verboten (6 Monate bis zu 5 Jahren Haft) | Legal, wenn eine Willensäußerung des Betroffenen oder gültige Patientenverfügung vorliegt. | Keine näheren Angaben                                                                                           | Nein                                                                                      | Indirekte Sterbehilfe                              |
| Spanien                | Legal durch Gesetz (ley de la eutanasia) vom 17. Dezember 2020 mit Inkrafttreten zum 17. März 2021. Eine dagegen gerichtete Verfassungsbeschwerde der Partei Vox hat das Verfassungsgericht am 23. Juni 2021 abgewiesen. | Legal durch Gesetz (ley de la eutanasia) vom 17. Dezember 2020 mit Inkrafttreten zum 17. März 2021. Eine dagegen gerichtete Verfassungsbeschwerde der Partei Vox hat das Verfassungsgericht am 23. Juni 2021 abgewiesen. | Rechtlich unklar | Legal, wenn sie medizinisch korrekt durchgeführt wird.                                                          | Nein                                                                                      | Passive Sterbehilfe                                |
| Ungarn                 | Verboten | Verboten | Rechtlich unklar | Legal, wenn eine Willensäußerung des Betroffenen oder gültige Patientenverfügung vorliegt.                      | Nein                                                                                      | Passive Sterbehilfe                                |
| Vereinigtes Königreich | Verboten (gleichgesetzt mit Mord) | Verboten (bis zu 14 Jahre Haft) | Rechtlich unklar | Legal | Nein                                                                                      | Passive Sterbehilfe                                |

Von diesen Fällen der individuellen Sterbehilfe unterscheiden muss man die einzelnen oder teilweise in Serie durchgeführten Tötungen von Patienten durch professionelle Pflegekräfte (in den Medien oft Todesengel genannt), die im anschließenden Strafverfahren oft „Sterbehilfe“ oder „Gnadentod“ als Motiv nannten. Dabei bestand keine länger bestehende vertrauensvolle Beziehung zwischen zwei Personen; zum Teil konnten niedere Beweggründe (im juristischen Sinne) als Motiv der Handlungen vermutet oder bewiesen werden. Ein bekannter Fall waren die „Todesengel von Lainz“.

### Rechtsvergleich
Die gesetzlichen Reglungen zur Sterbehilfe unterscheiden sich von Land zu Land. Nachfolgend ein Vergleich der verschiedenen Gesetze in den wichtigsten Punkten. Die Länder, in denen sowohl die Tötung auf Verlangen als auch die Suizidhilfe erlaubt sind, stellen allesamt keine unterschiedlichen Anforderungen. Daher unterscheidet auch die Tabelle nicht. Jedoch ist vermerkt, welche der beiden Sterbehilfeformen geregelt ist.
| Staat       | Grundlage | Verfassungsrechtliche Vorgabe? / Veränderbarkeit?                                   | Tötung auf Verlangen                                                    | Suizidhilfe | Entstehung (Akteur)                       | Charakter                                                                       | Keine Voraussetzungen | Voraussetzung: Freiverantwortlichkeit | Voraussetzung Staatsangehörigkeit oder Wohnsitz                        | Voraussetzung: Formelle Altersgrenze    | Voraussetzung: Unerträgliches Leiden | Voraussetzung: Innerhalb eines vorhersehbaren Zeitraumes tödliches Leiden                                                                         | Sterbehelfer muss Arzt oder Pfleger sein | Gesetzliche Festschreibung der verwendeten tödlichen Mittel oder spezielle Sorgfaltspflicht | Vorgeschriebene Kontrolle der Helfer vor oder nach der (Selbsttötung) |
| ----------- | --- | ----------------------------------------------------------------------------------- | ----------------------------------------------------------------------- | --- | ----------------------------------------- | ------------------------------------------------------------------------------- | --------------------- | ------------------------------------- | ---------------------------------------------------------------------- | --------------------------------------- | ------------------------------------ | --- | ---------------------------------------- | ------------------------------------------------------------------------------------------- | --------------------------------------------------------------------- |
| Belgien     | Legal mit Inkrafttreten des Gesetzes Loi relative à l’euthanasie vom 23.09.2002 | / durch einfaches Gesetz                                                            | Legal und einfachgesetzlich geregelt                                    | Legal und einfachgesetzlich geregelt | Einfachgesetzlich (Parlament)             | Eröffnung der Möglichkeit, kein Anspruch                                        | Nein                  | Ja                                    | Ja                                                                     | (implizit durch Freiverantwortlichkeit) | Ja                                   | Nein | Ja                                       | Ja                                                                                          | Mehraugenprinzip (Davor) und Gremium (Danach)                         |
| Deutschland | Legal mit Inkrafttreten der Verfassung des Deutschen Reichs vom 16.04.1871 (Kaiserreich) Legal mit Inkrafttreten der Verfassung des Deutschen Reiches vom 11.08.1919 (Weimarer Republik) Legal mit Inkrafttreten des Grundgesetzes für die Bundesrepublik Deutschland vom 24. Mai 1949 Konkretisierung der Voraussetzungen durch Urteil des Bundesverfassungsgerichtes vom 26.02.2020 – 2 BvR 2347/15 u. a. | / Erforderliche Änderung von Art. 1 Abs. 1 S. 1 GG verboten gemäß Art. 79 Abs. 3 GG | Verfassungskonformität des Verbots durch Urteil zu § 217 STGB fraglich. | Legal Keine Regelung | Verfassungsrechtlich (Verfassungsgericht) | Grundrechtliches Abwehrrecht (Nicht-Verbot) gegen den Staat                     | Nein                  | Ja                                    | Nein                                                                   | (implizit durch Freiverantwortlichkeit) | Nein                                 | Nein | Nein                                     | Nein                                                                                        | Nein                                                                  |
| Finnland    | Legal durch Vielzahl von Urteilen | / durch einfaches Gesetz                                                            | Verboten                                                                | Legal Keine Regelung | Einfachgesetzliches Unterlassen           | Eröffnung der Möglichkeit, kein Anspruch                                        | Nein                  | Ja                                    | Nein                                                                   | Unklar                                  | Unklar                               | Unklar | Nein                                     | Nein                                                                                        | Nein                                                                  |
| Italien     | Legal durch Urteil des Verfassungsgerichtshofes (T-190 242) vom 27. November 2019. | / durch Verfassungsänderung                                                         | Verboten                                                                | Legal unter bestimmten Voraussetzungen durch Urteil des Verfassungsgerichtshofes (T-190 242) vom 27. November 2019. Grundsätzlich strafbar nach Art. 580 Strafgesetzbuch | Verfassungsrechtlich (Verfassungsgericht) | Grundrechtliches Abwehrrecht (Nicht-Verbot) gegen den Staat                     | Nein                  | Ja                                    | Unklar                                                                 | Unklar                                  | Ja                                   | Ja | Unklar                                   | Unklar                                                                                      | Gremium (Davor)                                                       |
| Niederlande | Legal mit Inkrafttreten der wet toetsing levensbeëindiging op verzoek en hulp bij zelfdoding vom 12.04.2001 | / durch einfaches Gesetz                                                            | Legal und einfachgesetzlich geregelt                                    | Legal und einfachgesetzlich geregelt | Einfachgesetzlich (Parlament)             | Eröffnung der Möglichkeit, kein Anspruch                                        | Nein                  | Ja                                    | Ja                                                                     | (implizit durch Freiverantwortlichkeit) | Ja                                   | Nein | Ja                                       | Ja                                                                                          | Mehraugenprinzip (Davor) und Gremium (Danach)                         |
| Kanada      | Legal durch Urteil des Obersten Gerichts (Carter v. Canada 2015 SCC 5) vom 6. Februar 2015 und durch das Gesetz C-14 vom 17. Juli 2016. | / durch Verfassungsänderung                                                         | Legal und einfachgesetzlich geregelt                                    | Legal und einfachgesetzlich geregelt | Verfassungsrechtlich (Verfassungsgericht) | Grundrechtliches Anspruchsrecht (Sicherstellung des Zugangs) gegen den Staat    | Nein                  | Ja                                    | Ja                                                                     | Ab 18 Jahren                            | Ja                                   | / (Für Verfassungswidrig erklärt mit Urteil vom 11.09.2019 Neureglung ausstehend. Bei Ausbleiben tritt am 18.12.2020 automatisch Nichtigkeit ein) | Ja                                       | Ja                                                                                          | Unabhängiger volljähriger Zeuge (Davor)                               |
| Kolumbien   | Legal durch Urteil des Obersten Gerichts (C-239) vom 20. Mai 1997. Verabschiedung von Richtlinien durch das Gesundheitsministerium am 29. April 2015. | / durch Verfassungsänderung                                                         | Legal und durch Verordnungen geregelt                                   | Verboten gem. Art. 107 Strafgesetzbuch. | Verfassungsrechtlich (Verfassungsgericht) | Grundrechtliches Anspruchsrecht (Sicherstellung des Zugangs) gegen den Staat    | Nein                  | Ja                                    | Ja                                                                     | Ab 12 Jahren                            | Ja                                   | Nein | Ja                                       | Nein                                                                                        | Nein                                                                  |
| Luxemburg   | Legal mit Inkrafttreten dem Gesetz Loi sur l’euthanasie et l’assistance au suicide vom 12.03.2009 | / durch einfaches Gesetz                                                            | Legal und einfachgesetzlich geregelt                                    | Legal und einfachgesetzlich geregelt | Einfachgesetzlich (Parlament)             | Anspruchsrecht (durch Zwang zur Weitervermittlung bei Ablehnung durch den Arzt) | Nein                  | Ja                                    | Längerer Behandlungszeitraum bei einem Arzt mit luxemburgischer Lizenz | Ab 18 Jahren                            | Ja                                   | Nein | Ja                                       | Ja                                                                                          | Mehraugenprinzip (Davor) und Gremium (Danach)                         |
| Neuseeland  | Legal durch den End of Life Choice Act vom 13.11.2019, verabschiedet durch Volksabstimmung vom 17.10.2020, mit Inkrafttreten zum 06.11.2021. | / durch Volksabstimmung                                                             | Legal und einfachgesetzlich geregelt                                    | Legal und einfachgesetzlich geregelt | Einfachgesetzlich (Volksabstimmung)       | Eröffnung der Möglichkeit, kein Anspruch                                        | Nein                  | Ja                                    | Ja                                                                     | Ab 18 Jahren                            | Ja                                   | Ja | Ja                                       | Ja                                                                                          | Mehraugenprinzip (Davor)                                              |
| Schweden    | Legal durch Beschränkung des Verbots auf Nicht-Angehörige | / durch einfaches Gesetz                                                            | Verboten                                                                | Legal Keine Regelung | Einfachgesetzliches Unterlassen           | Eröffnung der Möglichkeit, kein Anspruch                                        | Nein                  | Ja                                    | Nein                                                                   | Unklar                                  | Unklar                               | Unklar | Nein                                     | Nein                                                                                        | Nein                                                                  |
| Schweiz     | Legal durch Beschränkung der Strafbarkeit auf eigensüchtige Motive (Art. 115 Strafgesetzbuch) | / durch einfaches Gesetz                                                            | Verboten (Art. 114 StGB)                                                | Legal durch Beschränkung der Strafbarkeit auf eigensüchtige Motive (Art. 115 Strafgesetzbuch)                                                                            | Einfachgesetzlich (Parlament)             | Eröffnung der Möglichkeit, kein Anspruch                                        | Nein                  | Ja                                    | Nein                                                                   | Ab 18 Jahren                            | Nein                                 | Nein | Nein                                     | Nein                                                                                        | Nein                                                                  |

## Ethische Diskussion
Die Sterbehilfe steht im Spannungsfeld zwischen
- Gesetz und Selbstbestimmung,
- staatlichem Anspruch und individuellen Persönlichkeitsrechten,
- staatlichem Strafanspruch und Rechtfertigungsgründen wie Notstand oder Pflichtenkollision,
- medizinischen Möglichkeiten und Menschenwürde und
- Selbstbestimmung und religiösen Aspekten.

Die stärksten Konflikte existieren bei der aktiven Sterbehilfe, und hier besonders in der Beurteilung der Willensäußerung eines Menschen, der Suizid begehen möchte.

### Ethische Gesichtspunkte

#### Deutsche Geschichte
Das deutsche Wort „Sterbehilfe“ als Synonym von Euthanasie (auch im Sinne von Tötung auf Verlangen) ist eine 1913 in der Zeitschrift Das monistische Jahrhundert publizierte Wortneubildung, wurde 1914 als „Vergeudung der Sprachenergie“ von dem Sprachforscher und Philosophen Mauthner kritisiert und hatte spätestens 1915 Eingang in die Juristensprache gefunden.
Seit dem 17. Jahrhundert wurden auch von ärztlicher Seite zunehmend kontroverse Diskussionen über eine aktive Sterbehilfe geführt. Im 19. Jahrhundert schrieb Christoph Wilhelm Hufeland: „Das Leben der Menschen zu erhalten und wo möglich zu verlängern, ist das höchste Ziel der Heilkunst und jeder Arzt hat geschworen, nichts zu thun, wodurch das Leben eines Menschen verkürzt werden könnte […]; ob es ein Glück oder Unglück sei, ob es Wert habe oder nicht, dies geht ihn nichts an, und maaßt er sich einmal an, diese Rücksicht mit in sein Geschäft aufzunehmen, so sind die Folgen unabsehbar, und der Arzt wird der gefährlichste Mann im Staate.“
Mehr als die Sterbehilfe standen in den ausgehenden 1960er- und in den 1970er-Jahren Fragen der Abtreibung und Reproduktionstechnik im Mittelpunkt des öffentlichen Interesses. Heftige Diskussionen um das Lebensende traten in Deutschland erst am Ende der 1970er-Jahre auf.
Die Gegner der aktiven Sterbehilfe weisen warnend auf die Entwicklungen im Deutschland der ersten Hälfte des 20. Jahrhunderts hin, die die anfänglich seriöse Erörterung der Frage genommen hat, unheilbar kranke Menschen von ihrem Leiden zu erlösen.
Ihre Befürworter machen demgegenüber geltend, anders als damals gehe es heute bei der Sterbehilfe nicht um eine Entscheidung Fremder über das Leben einzelner Menschen, sondern ausschließlich um eine Entscheidung eines Sterbewilligen, für die er Beistand suche.

#### Angst vor unerträglichem Leiden
Gründe, sich den Tod zu wünschen, liegen im schweren körperlichen Leiden. Leiden entsteht aber auch durch das Gefühl der Sinnentleerung des Lebens als Folge einer Erosion von Lebensinteressen und -zielen; durch die Scham, seine intimsten Bedürfnisse nicht mehr unter Kontrolle zu haben und damit ohne Aussicht auf Änderung auf die Hilfe anderer angewiesen zu sein; die Erfahrung, mit der eigenen Hinfälligkeit das Leben der Angehörigen zu beeinträchtigen; die Frustration, dass vieles im Leben Geschaffene und Erworbene nun für die Aufrechterhaltung des Lebens vergeudet werden soll. In Deutschland verbringen „90 Prozent der Sterbenden die letzte Zeit des Lebens in Kliniken und Pflegeheimen“.
Die Gegner der aktiven Sterbehilfe sind der Auffassung, dass man Menschen ihre Leiden, Sorgen und Ängste vor einem qualvollen Übergang vom Leben zum Tod mit gehöriger Zuwendung und den Möglichkeiten der modernen Medizin nehmen oder lindern kann. Hinsichtlich des (verfassungsmäßig verankerten) Schutzes von Leben und Gesundheit hat das Gemeinwesen die Aufgabe, von lindernden Möglichkeiten Gebrauch zu machen, nicht hingegen, dem Einzelnen dabei zu helfen, seinem Leben selbst ein Ende zu setzen. Im Leiden können Kranke auch Sinn finden, „der ihnen Kraft gibt, das Leid zu tragen und zu überwinden.“
Die Befürworter der Sterbehilfe machen geltend: Es ist nicht in allen Fällen möglich, unerträgliche Schmerzen und Beschwerden medizinisch in ein erträgliches Maß zu überführen. Beim nicht-körperlichen Leiden hilft keine Palliativmedizin und auch menschliche Zuwendung kann hierüber letztlich nicht hinweghelfen.

#### Sterbehilfe als umstrittenes Geschäftsmodell
Gegner der geschäftsmäßigen aktiven Sterbehilfe befürchten, eine offizielle Zulassung der Sterbehilfe führe zu unannehmbaren Geschäften mit dem Sterben, da die meisten Menschen sich auf Sterbebegleitung angewiesen sähen. Deshalb dürfe die Sterbehilfe „keine normale Dienstleistung werden“. Prominentes Beispiel für einen Anbieter von Sterbehilfe in Deutschland war 2008 Roger Kusch.
Befürworter machen geltend, dass geschäftsmäßige Sterbehilfe für Professionalität sorge. Sonst könne man sich nur „von Leuten, die davon keine Ahnung haben“, helfen lassen. Genauso fragwürdig sei das „wirtschaftliche Interesse von Pharma-Industrie und Krankenhäusern an der Ausbeutung schwerstkranker Menschen sowie an gescheiterten Suizidversuchen“, dem die Sterbehilfe abhelfen würde.

#### Zweifelhaftigkeit des Sterbewunsches
Die Gegner der aktiven Sterbehilfe verweisen auf die Erfahrungen von Ärzten, Psychologen und Seelsorgern, die darin übereinstimmen, dass die Mehrzahl der Menschen, die einen Suizid vergeblich versucht haben, in ein normales Leben zurückfinden, ihren Entschluss häufig nicht mehr verstehen, ihn rückschauend bereuen und froh sind, dass ihr Versuch gescheitert ist. Sterbehilfe würde diesen Fehlentscheidungen Vorschub leisten. Aufgrund von „Schmerzen, Einsamkeit und Isolation […] den Suizid zu befürworten ist zynisch“. Aus „Angst vor dem unsicheren Leben ein sicheres Ende gesucht und der präventive Tod zur Mode der angeblich Lebensklügsten gemacht werden“, kritisiert Franz Müntefering.
Die Befürworter der aktiven Sterbehilfe halten dem entgegen, dass Menschen, die sich das Leben genommen haben, nicht mehr hadern müssen, ob diese Entscheidung richtig war, und Versäumtem nicht nachtrauern werden, wenn sie im Tod ihren Frieden gefunden haben. Zur Vorbeugung von Fehlentscheidungen wären Aufklärung und Beratungsstellen oder Therapieangebote die richtige Maßnahme, nicht aber gesetzliche Verbote.

#### Problematik von Suizidentschlüssen
Die Gegner der aktiven Sterbehilfe berufen sich auf wissenschaftliche Untersuchungen, nach denen Suizide „fast immer um Verzweiflungsreaktionen auf ein schwerwiegendes Ereignis oder eine soziale Notsituation“ sind. „Hieraus begründen sich ethisch alle Versuche und Handlungen, Suizidenten zu helfen, einen anderen Weg als den der Selbsttötung zu finden.“ Deshalb seien die meisten Suizidversuche nicht wirklich frei. Aufgrund dieser Unfreiheit ist die Unterstützung des Suizids bedenklich.
Befürworter der aktiven Sterbehilfe verweisen darauf, dass jedenfalls bei anhaltend Kranken, vor allem aber bei alten Menschen die zunehmende Erosion des Willens zu leben ein natürlicher Prozess ist, der oft fälschlich als krankhaft gedeutet wird. Aber auch wenn man ihn als Krankheit sehe, seien Betroffene deswegen nicht unzurechnungsfähig. Wenn sie die Option, zu sterben einem Weiterleben vorzögen, so sei dieser Wunsch genauso zu respektieren wie das Recht auf Verweigerung von ärztlichen oder psychologischen Behandlungen, selbst wenn sie Aussicht auf Erfolg hätten. Vor diesem Hintergrund sei Sterbehilfe Unterstützung eines anzuerkennenden Anliegens. Sterbehilfe könnte auch die hohe Zahl gescheiterter Suizidversuche verringern.

#### Wert der Selbstbestimmung
„Leitargument und zentraler Punkt der Sterbehilfedebatte in Deutschland [ist] das Selbstbestimmungsrecht des Patienten.“ Aufgrund der medizinischen Fortschritte steigt

„die Angst vor Übertherapie, der Abhängigkeit von „Maschinen“ am Lebensende, einer qualvollen Verlängerung des Leidens, der eigenen Kontrolle entzogen. Die Furcht vor Kontrollverlust ist sicherlich einer der Gründe, weshalb das Selbstbestimmungsrecht des Patienten in den 80er und 90er Jahren immer stärker in den Fokus der Aufmerksamkeit gerückt ist“

Gegner der Sterbehilfe halten es für unmöglich, „zwischen Appell und Bilanz, zwischen Notruf, Einengung und Freiheit“ zwischen vernünftigem und unvernünftigen Suizid zu unterscheiden. Eine solche Unterscheidung darf keinem Helfer aufgebürdet werden.
Befürworter der Sterbehilfe halten die Selbstbestimmung für ein höheres Gut als das Leben der Person. Ob „das eigene Leben noch lebenswert ist, sollten nur die betroffenen Menschen selbst entscheiden.“

#### Sterbehilfe als Zumutung für die Helfer
Die Gegner halten Sterbehilfe für eine schwere Zumutung für die Suizidhelfer, desto schwerer, je näher der um Hilfe Gebetene dem Sterbewilligen stehe. Die Gewissensfrage hinsichtlich der Entscheidung, ob ein Suizidwunsch selbstbestimmt und frei ist, kann niemandem aufgebürdet werden. Denn die Selbstbestimmung eines Suizidwilligen befreit einen Helfer nicht von seiner eigenen Verantwortung. Überdies würde das grundsätzliche Vertrauen zum Arzt gestört. Man könne nicht mehr sicher sein, „ob es dem behandelnden Mediziner wirklich um den Lebenserhalt geht […], ob er als Lebenserhalter oder Lebensbeender ans Bett tritt“, so der Ärztepräsident Frank Montgomery.
Die Befürworter der aktiven Sterbehilfe halten dem entgegen, dass mit der straffreien Ermöglichung der Sterbehilfe noch niemand gezwungen sei, diese zu leisten. Gebe es geordnete, gar institutionalisierte Formen der Sterbehilfe, müssten dem Sterbewilligen nahestehende Personen nicht in Anspruch genommen werden. Diese aber könnten eine mitmenschliche Motivation haben, ihnen bei der Beendigung des quälenden Zustandes zu helfen. Im Übrigen sei aber „etwa ein Drittel der Ärzte (unter bestimmten Umständen) zu einer solchen Hilfe bereit“. Der Jurist Kohlhaas äußerte 1967 „Es könne niemals ein Arzt bestraft werden, wenn er den Willen des Patienten umgehe, um dessen Leben zu erhalten“.

#### Zweifelhafte Interessenlage von Angehörigen
Gegner der aktiven Sterbehilfe sehen insbesondere nähere Angehörige als Sterbehelfer in einem problematischen Interessenkonflikt, in dem sich nicht selten wohlmeinende Beförderung eines Sterbewunsches unentwirrbar mit dem unausgesprochenen Wunsch verknoten könnte, von der fordernden, kostspieligen und das eigene Leben ausbremsenden Bürde der Unterhaltung und Pflege eines Schwerkranken befreit zu werden.
Die Befürworter meinen demgegenüber, dieser zweifellos nicht unwahrscheinliche Konfliktfall dürfe den ausdrücklichen Sterbewunsch eines Menschen nicht unerfüllbar machen. Schließe man nahe Angehörige davon aus, Sterbehilfe zu leisten, könnte eine solche Hilfe immer noch von institutionell zugelassenen Helfern erfolgen, die kein persönliches oder materielles Interesse am Tod des Sterbewilligen haben.

#### Gefahr eines Drängens zum Tode
Manche Schwerkranke fühlen sich im Sinne eines moralischen Drucks zur Entlastung von Angehörigen oder der Gesellschaft bereits zum Suizid gedrängt, doch die Gegner der aktiven Sterbehilfe haben zudem die große Sorge, die tolerierte und ermöglichte Freiheit zum Tode könne unversehens zu einer Erwartungshaltung der Gesellschaft gegenüber dem Einzelnen mutieren, von einer solchen Freiheit auch Gebrauch zu machen. Hinter einer als Tugend erscheinenden, aus verantwortungsbewusster Einsicht getroffenen Entscheidung lauere so die Gefahr eines „Mobbings zum Tode“ derjenigen Gesellschaftsmitglieder, die der Gemeinschaft lästig werden. Hierzu dürfe kein Mensch helfend seine Hand reichen.
Diese Sorge wird auch von den Befürwortern der aktiven Sterbehilfe geteilt. Sie verweisen aber darauf, dass ein solches Drängen auch unter den gegenwärtig herrschenden Bedingungen keineswegs ausgeschlossen ist. Aufgabe des Staates sei es im gegenwärtig geltenden wie im anzustrebenden Recht, das Leben des Einzelnen vor dem Zugriff anderer zu schützen. Die Gesellschaft müsse – so wie bisher – allen Versuchen entschieden entgegentreten, Menschen zum Sterben zu drängen (eine Entsolidarisierung der Gesellschaft diesbezüglich wäre dann sowohl für den Staat als auch für die Humanität insgesamt schädlich). Den Menschen ihr Sterben jedoch gegen ihren erklärten Willen so zu erschweren, dass ihnen nur unsichere oder grausame und eventuell Dritte traumatisierende (z. B. Lokführer) Auswege blieben, sei hingegen nicht die Aufgabe des Staates.

### Medizinische Standpunkte
Die Bundesärztekammer sieht im Mitwirken des Arztes an der Selbsttötung eines Patienten (im Rahmen eines assistierten Suizids, zum Beispiel als letztmöglicher Akt von Humanität, zur Vermeidung eines Suizids mit Gefährdung Dritter oder zur Verhinderung einer ungeregelten und riskanten nichtinstitutionalisierten Suizidbeihilfe) grundsätzlich einen Widerspruch zum ärztlichen Ethos und sieht eine solche Mitwirkung, die nicht zu Kernkompetenzen des Arztes gehöre und die Arzt-Patient-Beziehung gefährden könne, auch nicht als ärztliche Aufgabe an.
Die Deutsche Gesellschaft zum Studium des Schmerzes (DGSS) und die Deutsche Gesellschaft für Palliativmedizin (DGP) betonen, dass in der Diskussion um die aktive und passive Sterbehilfe die Alternative der Schmerztherapie und Palliativmedizin oftmals unnötig ausgeblendet wird.
Sowohl die DGSS als auch die DGP weisen darauf hin, dass es Verfahren zur Linderung schwerster Schmerzen gibt. „Wir können fast immer die Schmerzen und Symptome sterbender Patienten lindern und ihnen ein Lebensende in Würde ermöglichen“, sagte Rolf-Detlef Treede, Präsident der DGSS. Palliativmediziner würden immer wieder die Erfahrung machen, dass der Wunsch nach vorzeitiger Lebensbeendigung in dem Maße in den Hintergrund tritt, in dem es gelingt, trotz bestehender Grenzen von Palliativmedizin und Hospizarbeit, durch eine gute palliativmedizinische Behandlung auch die letzte Lebenszeit erträglich zu gestalten.

### Christliche Ethik
Das fünfte der Zehn Gebote der Bibel fordert: „Du sollst nicht morden (töten)“(Ex 20,13 ). Deshalb lehnen die christlichen Kirchen die aktive Sterbehilfe ab. Die Gemeinsame Erklärung (1989) der katholischen und evangelischen Kirche in Deutschland spricht sich gegen die ärztliche Beihilfe zum Suizid aus.

#### Katholizismus

##### Zur aktiven Sterbehilfe
Die römisch-katholische Kirche lehnt die aktive Sterbehilfe ab, da sie dem Gebot „du sollst nicht morden“ widerspricht. Als von Gott kommend ist jedes Menschenleben, in jedem Stadium, der Verfügungsgewalt entzogen:

„Das menschliche Leben ist heilig, weil es von seinem Beginn an der Schöpfermacht Gottes bedarf und für immer in einer besonderen Beziehung zu seinem Schöpfer bleibt, seinem einzigen Ziel. Nur Gott ist der Herr des Lebens von seinem Anfang bis zu seinem Ende: Niemand darf sich, unter keinen Umständen, das Recht anmaßen, ein unschuldiges menschliches Wesen direkt zu zerstören.“

Handlungen, die ein Leben aktiv beenden, seien folglich eine „unzulässige Totalverfügung“.
Der Katechismus der katholischen Kirche betont, dass geschwächten, kranken und behinderten Menschen eine besondere Beachtung gebührt. Sie auf irgendeine Weise zu töten bezeichnet der Katechismus als „direkte Euthanasie“ und sieht darin einen Angriff gegen den Schöpfer. Auch eine Unterlassung, die zum Tod führt, wird als Mord angesehen. Es ist laut Katechismus „sittlich unannehmbar“, dass man

„aus welchen Gründen und mit welchen Mitteln auch immer dem Leben behinderter, kranker oder sterbender Menschen ein Ende setzt. [...] Eine Handlung oder eine Unterlassung, die von sich aus oder der Absicht nach den Tod herbeiführt, um dem Schmerz ein Ende zu machen, ist ein Mord, ein schweres Vergehen gegen die Menschenwürde und gegen die Achtung, die man dem lebendigen Gott, dem Schöpfer, schuldet. Das Fehlurteil, dem man gutgläubig zum Opfer fallen kann, ändert die Natur dieser mörderischen Tat nicht, die stets zu verbieten und auszuschließen ist.“

Assistierter Suizid ist deshalb aus Sicht der katholischen Kirche immer als ein „Verbrechen gegen das menschliche Leben“ zu bewerten. Papst Franziskus sagte 2022 in einer Generalaudienz: „Das Leben ist ein Recht, nicht der Tod: Er muss angenommen werden und darf nicht verabreicht werden.“ Ähnlich spricht auch Bischof Bertram Meier: „Der Mensch will sich selbst das Leben geben und nehmen: verkehrte Verhältnisse. Damit schwingt der Mensch sich zum Schöpfer auf.“ Aus katholisch-christlicher Perspektive gibt es demzufolge „kein Recht auf Tötung“.
Die Ablehnung der aktiven Sterbehilfe wird jedoch nicht nur mit dem biblischen Tötungsverbot begründet. So warnt die Deutsche Bischofskonferenz vor den Konsequenzen, die eine Legalisierung der aktiven Sterbehilfe hätte. Der „innere und äußere Druck auf alle Alten, Schwerkranken und Pflegebedürftigen, von derartigen Optionen Gebrauch zu machen“, könnte zunehmen. Zugleich wird der Ausbau palliativmedizinischer und hospizlicher Angebote gefordert.
Daraus ergebe sich ein „Vertrauensverlust gegenüber dem medizinischen Pflegepersonal, alles zur möglichen Heilung tun zu wollen“; ferner könnte „Druck seitens Dritter auf die Schwerkranken“ aufgebaut werden, aktive Sterbehilfe in Anspruch zu nehmen.
Die Niederländische Bischofskonferenz hat mit einer „Pastoralen Handreichung“ gegen die aktive Sterbehilfe protestiert. Darin heißt es:

„Das Ersuchen um aktive Sterbehilfe ist der Versuch, den letzten Gang des Lebens vollständig in die eigene Hand zu nehmen. Dies ist nicht vereinbar mit der Übergabe seiner selbst in die liebende Hand Gottes, wie sie sich in den kirchlichen Sakramenten ausdrückt […].“

„Euthanasie ist keine Lösung für das Leiden, sondern eine Auslöschung des leidenden Menschen.“

##### Zur passiven Sterbehilfe
Indirekte oder passive Sterbehilfe können unter Umständen erlaubt sein – anders als aktive Sterbehilfe. Diese Ausnahmen stellt die Kongregation für die Glaubenslehre wie folgt dar:

„Wenn der Tod näher kommt und durch keine Therapie mehr verhindert werden kann, […] ohne daß man jedoch die normalen Hilfen unterläßt, die man in solchen Fällen einem Kranken schuldet. Dann liegt kein Grund vor, daß der Arzt Bedenken haben müßte […].“

Papst Johannes Paul II. äußerte sich am 24. März 2002, drei Jahre vor seinem Tod, vor Medizinern und Gesundheitsfachleuten aus aller Welt:

„Die Komplexität des Menschen fordert bei der Verabreichung der notwendigen Heilmethoden, daß man nicht nur seinen Körper berücksichtigt, sondern auch seinen Geist. Es wäre anmaßend, allein auf die Technik zu setzen. Und in dieser Sicht würde sich eine Intensivmedizin um jeden Preis bis zum Letzten schließlich nicht nur als unnütz erweisen. Sie würde auch nicht völlig den Kranken respektieren, der nun an sein Ende gelangt ist.“

#### Evangelische Kirche in Deutschland (EKD)
Bischof Wolfgang Huber, ehemaliger Ratsvorsitzender der EKD, lehnt die aktive Sterbehilfe ab: „Den Ausgangspunkt bildet die Pflicht, jedem Menschen ein Sterben in Würde zu ermöglichen. […] Wir alle sollten Sterbenden so beistehen, dass der Wunsch, getötet zu werden oder sich selbst zu töten, gar nicht erst aufkommt.“ Er verweist auf folgende Alternativen:
- Jeder Mensch kann heute für die Gestaltung seiner letzten Lebenszeit Vorsorge treffen. Die Kirchen geben seit 1999 eine Patientenverfügung mit Vorsorgevollmacht und Betreuungsverfügung – die „Christliche Patientenverfügung“ – heraus.
- Auf der medizinischen Ebene sind vor allem die Weiterentwicklung und der Ausbau der Palliativmedizin zu fordern, die sich der Schmerztherapie und der Linderung weiterer Krankheitssymptome widmet. Die palliativmedizinische Ausbildung der Ärzte und die entsprechende Ausstattung der Krankenhäuser sollten verbessert werden.
- Für den Gesamtbereich palliativer Betreuung und Begleitung sind die grundlegenden Ideen und praktischen Erfahrungen der Hospizbewegung stärker zur Geltung zu bringen. Der Hospizgedanke zielt auf Sterbebegleitung im Krankenhaus ebenso wie in familiärer und nachbarschaftlicher Zuwendung und Hilfe.

Zum Grundsatzurteil des Bundesgerichtshofs vom 25. Juni 2010 erklärt die EKD:

„Die Evangelische Kirche in Deutschland (EKD) begrüßt, dass durch das heutige Urteil des Bundesgerichtshofes (BGH) das Recht des Patienten auf die Umsetzung seines Willens gestärkt wird. […] Nach Auffassung der christlichen Ethik gibt es keine Verpflichtung des Menschen zur Lebensverlängerung um jeden Preis und auch kein ethisches Gebot, die therapeutischen Möglichkeiten der Medizin bis zum Letzten auszuschöpfen. Einen Menschen sterben lassen ist bei vorher verfügtem Patientenwillen nicht nur gerechtfertigt, sondern geboten. Zur Endlichkeit des Lebens gehört auch, dass man das Herannahen des Todes zulässt, wenn seine Zeit gekommen ist.“

„Demgegenüber ist und bleibt die gezielte Tötung eines Menschen in der letzten Lebensphase aus christlicher Sicht ethisch nicht vertretbar, auch wenn sie auf seinen ausdrücklichen Wunsch hin erfolgt. Gesetzliche Regelungen und gesellschaftliche Konventionen, die der Tötung auf Verlangen oder der Beihilfe zur Selbsttötung den Weg ebnen, sind ein Irrweg, den die christlichen Kirchen entschieden ablehnen. Sie werden sich auch in Zukunft dafür einsetzen, dass an den bestehenden gesetzlichen Regelungen zur Tötung auf Verlangen festgehalten wird und keine Lockerung erfolgt.“

In einem Positionspapier der Diakonie Deutschland von 2014 werden vier Positionen zur Debatte um die Beihilfe zur Selbsttötung aufgeführt:
1. Suizidprävention
2. Stärkung der Hospiz- und Palliativversorgung
3. Verbot der organisierten, nicht nur gewinnorientierten/gewerblichen Beihilfe zu Suizid
4. Beibehaltung des Verbots einer ärztlichen Mitwirkung am Suizid

#### Alt-katholische Kirche
Die Position der alt-katholischen Kirche, die aktive Sterbehilfe ablehnt, legt exemplarisch der österreichische Bischof Bernhard Heitz dar:

„An der Hand und im Arm des geliebten und vertrauten Menschen sterben zu dürfen, ist etwas anderes als durch die Hand eines Menschen zu sterben. Aktive Sterbehilfe lehnt die Altkatholische Kirche somit entschieden ab. Geboren werden und Sterben sind vielmehr menschliche und natürliche Grundbedingungen des Lebens und sind als solche der menschlichen Kultur unterworfen. Eine Gesellschaft, die den Tod verdrängt und verleugnet, die Tote als Entsorgungsfälle ansieht, hat ein Stück weit die mitmenschliche Solidarität verloren.“

### Judentum
Die Tora stellt Gott als Einzigen dar, der Tod bewirkt und Leben schafft (אני אמית ומחיה Deut. 32:39). Die Zerstörung menschlichen Lebens würde deshalb bedeuten, etwas Heiliges zu zerstören. Die klassische jüdische Tradition lehnt aus diesem Grund die aktive Sterbehilfe ab.
Gleichzeitig spricht sie sich aber für das Entfernen eines „Todeshindernisses“ aus. Die Dialektik zwischen der Unantastbarkeit des Lebens (קדושת חיים) und der Ablehnung des schmerzlichen Leidens (יסורים ‚Elend‘) kann gegebenenfalls dazu führen, den Tod einer unheilbar kranken Person nicht hinauszuzögern und im Falle des unüberwindbaren Schmerzes dem Kranken Empathie und Barmherzigkeit (רחמים) entgegenzubringen.
Manche zeitgenössischen jüdischen Stimmen sprechen sich für die Beihilfe zur Selbsttötung oder sogar für die aktive Sterbehilfe aus. Sie finden dafür in dem bisherigen halachischen Diskurs jedoch keine Unterstützung.

### Islam
In islamischer Sicht ist das menschliche Leben eine „Leihgabe Gottes“.
Der Zentralrat der Muslime in Deutschland zitiert ein Wort des Propheten Mohammed aus einer Pilgerpredigt: „Ihr Leute, wahrlich euer Blut (euer Leben), euer Eigentum und eure Ehre sind unantastbar, bis ihr eurem Herrn gegenübersteht; ebenso wie der jetzige Tag, der jetzige Monat und diese eure Stadt heilig sind.“ Er spricht sich für den Islam gegen die Sterbehilfe aus:

„Alle Gelehrten und anerkannten Gutachten der islamischen Fatwa Gremien
der verschiedenen muslimischen Rechtsschulen (Sunniten und Schiiten)
lehnen die aktive direkte oder indirekte Sterbehilfe sowie die Selbsttötung
und die ärztliche Beihilfe zum Suizid strikt ab.“

### Nichtreligiös-Humanistische Positionen
Im Zentrum humanistischer Positionen steht die Hilfe zum selbstbestimmten Sterben, wie sie 2014 in den „10 Leitsätzen für Selbstbestimmung bis zum Lebensende“ eines zivilgesellschaftlichen Bündnisses unter Koordination von Ingrid Matthäus-Maier formuliert wurden. Hieran beteiligten sich u. a. der Koordinierungsrat säkularer Organisationen, der Bund für Geistesfreiheit Bayern, der Dachverband Freier Weltanschauungsgemeinschaften, die Deutsche Gesellschaft für Humanes Sterben, die Giordano-Bruno-Stiftung, die Humanistische Union, der Humanistische Verband Deutschlands und der Internationale Bund der Konfessionslosen und Atheisten. Gemeinsam ist den humanistischen Strömungen, sich gegen eine Kriminalisierung der Sterbehilfe auszusprechen. So wandten sich mehrere humanistische Organisationen gegen den im Jahr 2015 eingeführten und im Jahr 2020 für verfassungswidrig und nichtig erklärten § 217 StGB.

### Deutscher Ethikrat
In einer Ad-hoc-Empfehlung warnte der deutsche Ethikrat im Jahr 2014 davor, Suizidbeihilfe zu einem „Normalfall“ werden zu lassen. Er stützte in Grundsätzen die Position der Bundesärztekammer, dass Sterbehilfe keine aus der beruflichen Verantwortung erwachsende ärztliche Tätigkeit sei, wobei Gewissensentscheidungen in einem vertrauensvollen Arzt-Patient-Verhältnis bei Ausnahmesituationen zu respektieren seien. Der Patient solle sich darauf verlassen können, dass die Ärzte „lebensorientiert“ denken. Das Verhältnis zwischen Ärzten und Patienten benötige ein besonderes Vertrauensverhältnis, weshalb Gewissensentscheidungen im Ausnahmefall akzeptiert werden können.
Darüber hinaus sprach sich der Ethikrat für den Ausbau palliativmedizinischer und hospizlicher Angebote aus. Die Suizidprävention soll ebenfalls gefördert werden.

## Sterbehilfe in den Medien

### Dokumentationen
- Echtes Leben: Mein Tod. Meine Entscheidung (ARD, 2022, 30 Minuten)[286]
- Sterbehilfe: Harald Mayer kämpft um seinen Tod (NDR, 2022, 45 Minuten)[287]
- 37 Grad (Folge 1104) Der Tod – Die beste Entscheidung meines Lebens (ZDF, 2022, 30 Minuten)[288][289]

### Spielfilme
Sterbehilfe ist gelegentlich ein zentrales Thema in Spielfilmen. Beispiele:
- 1931: Die heilige Flamme, USA / Deutschland, Regie: Berthold Viertel, William Dieterle, mit Dita Parlo, Gustav Fröhlich
- 1941: Ich klage an, Deutschland, Regie: Wolfgang Liebeneiner, mit Heidemarie Hatheyer, Paul Hartmann, Mathias Wieman
- 1960: Jeder zahlt für seine Schuld (The Bramble Bush), USA, Regie: Daniel Petrie, mit Richard Burton, Barbara Rush, Angie Dickinson, Jack Carson[290]
- 1991: Heute sterben immer nur die andern, Deutschland, Regie: Siegfried Kühn, mit Katrin Sass, Gudrun Ritter, Ulrike Krumbiegel
- 2004: Das Meer in mir (Mar adentro), Spanien / Frankreich / Italien, Regie: Alejandro Amenábar, mit Javier Bardem, Belén Rueda, Mabel Rivera, Lola Dueñas
- 2004: Million Dollar Baby, USA, Regie: Clint Eastwood, mit Clint Eastwood, Hilary Swank, Morgan Freeman
- 2012: Komm, schöner Tod, Deutschland, Regie: Friedemann Fromm, mit Herbert Knaup, Anna Loos, Leslie Malton
- 2012: Liebe, Frankreich / Deutschland / Österreich, Regie: Michael Haneke, mit Jean-Louis Trintignant, Emmanuelle Riva, Isabelle Huppert
- 2013: Und morgen Mittag bin ich tot, Deutschland, Regie: Frederik Steiner, mit Liv Lisa Fries, Lena Stolze, Sophie Rogall
- 2014: Am Ende ein Fest, Israel / Deutschland, Regie: Tal Granit, Sharon Maymon, mit Ze'ev Revach, Aliza Rosen, Levana Finkelstein
- 2014: Hin und weg, Deutschland, Regie: Christian Zübert, mit Florian David Fitz, Julia Koschitz, Jürgen Vogel, Miriam Stein, Volker Bruch, Victoria Mayer
- 2016: Die letzte Reise, Deutschland, Regie: Florian Baxmeyer, mit Christiane Hörbiger, Suzanne von Borsody, Nina Kronjäger[291]
- 2020: Gott von Ferdinand von Schirach, Deutschland, Regie: Lars Kraume, mit Barbara Auer, Lars Eidinger, Matthias Habich
- 2020: Irgendwann ist auch mal gut, Deutschland, Regie: Christian Werner, mit Fabian Hinrichs, Franziska Walser, Michael Wittenborn
- 2021: Alles ist gut gegangen (Tout s’est bien passé ), Frankreich, Regie: François Ozon, mit Sophie Marceau, André Dussollier, Géraldine Pailhas

### Theaterstücke
- Gott von Ferdinand von Schirach, Deutschland 2020. Der Ansatz des Stückes ist das Urteil des Bundesverfassungsgerichts zur Sterbehilfe vom 26. Februar 2020. Das Stück wurde von Regisseur Lars Kraume auch verfilmt.